# Römisches Militärlager

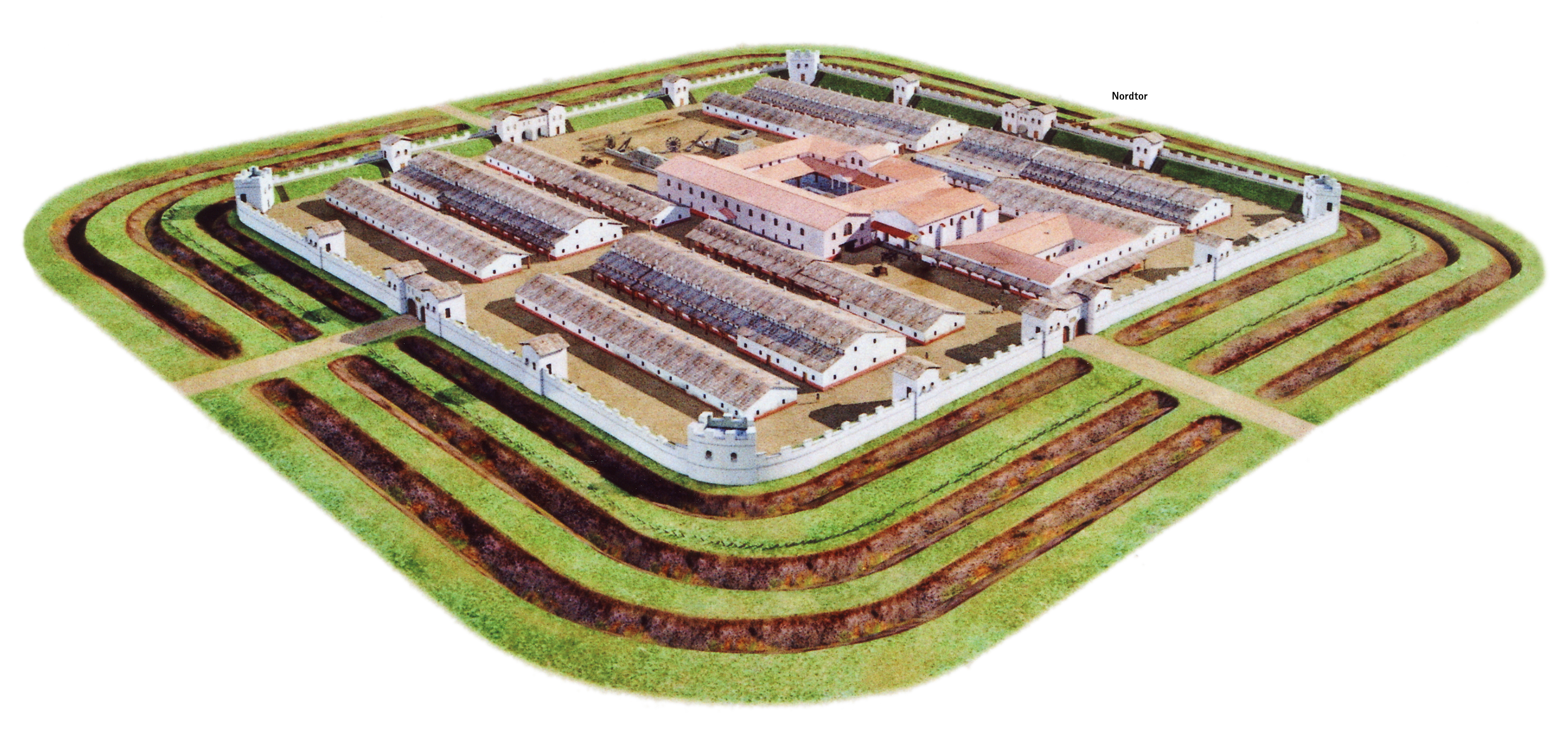
Rekonstruktionsversuch des mittelkaiserzeitlichen Hilfstruppenkastells Biriciana am Limes in Bayern

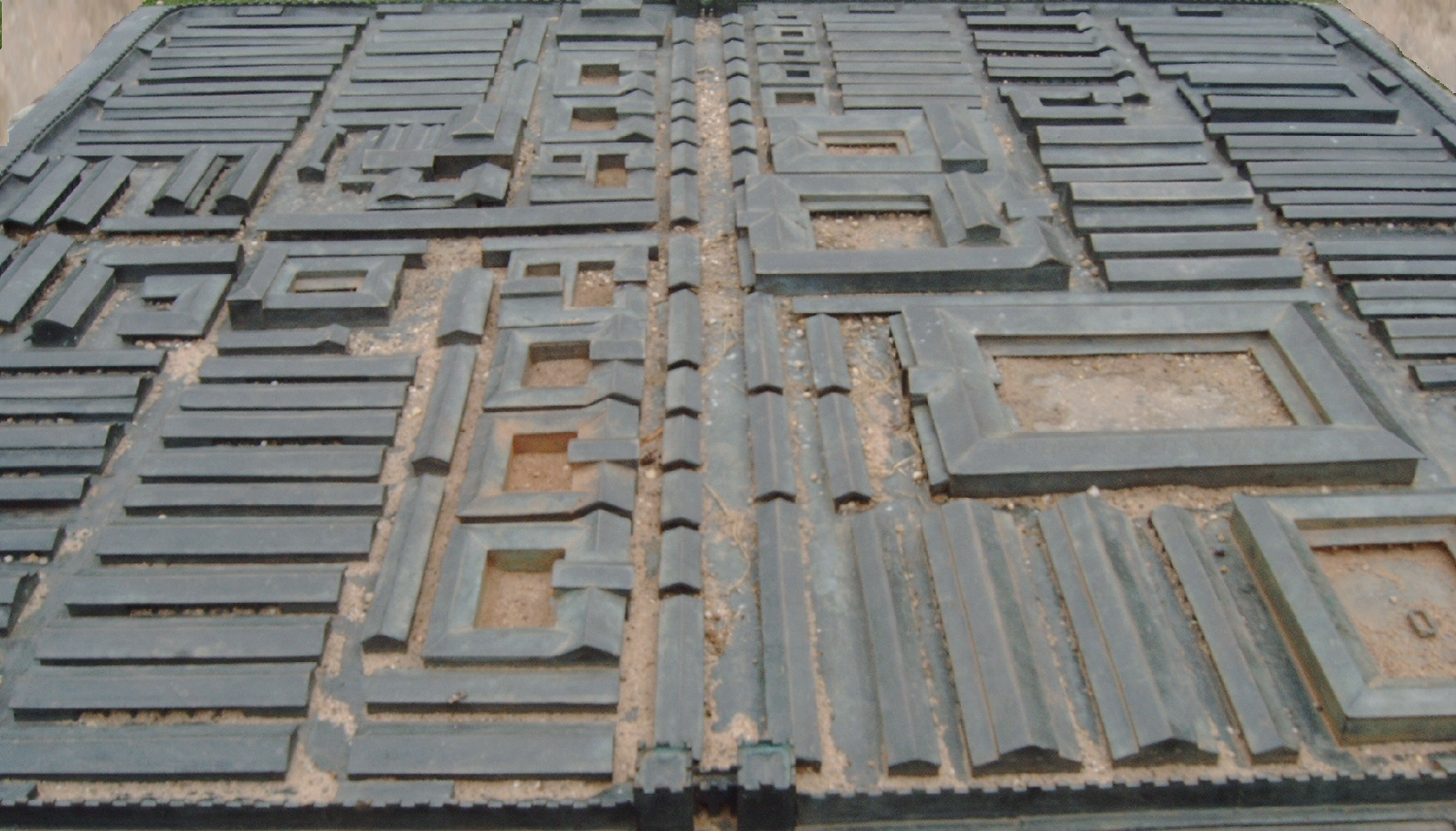
Modell des römischen Legionslagers in Bonn

Das tripolitanische Kastell Gheriat el-Garbia, Grabungsergebnisse 2009–2010

Das römische Militärlager (lateinisch Castrum, Mehrzahl Castra; für: befestigter Ort), auch Kastell (von lateinisch castellum, Verkleinerungsform von castrum), war ein wesentliches Element des römischen Heerwesens. Von Tacitus ist folgende Aussage überliefert: „Das Lager ist der besondere Stolz der Soldaten. Es ist ihr Vaterland, das seine Soldaten beheimatet“. Militärische Einrichtungen, insbesondere die Kastelle, waren, wo auch immer das Imperium in der Welt auftrat, die „physische Manifestation Roms“. Zusätzlich zu seiner Funktion als Ausgangspunkt für militärische Operationen oder als kurzfristiger Standort vor Schlachten hatten insbesondere die ständigen Garnisonen aufgrund ihrer Wirtschaftskraft und ihres bis dahin an vielen Orten unbekannten technischen Fortschrittes wesentlichen Anteil an der Romanisierung der eroberten Gebiete. Zahlreiche Städtegründungen, die bis heute bestehen, gehen auf römische Militärstandorte zurück.
Die Größe der Anlagen richtete sich nach den jeweiligen Erfordernissen, wobei es neben Garnisonen auch Nachschublager gab. Ebenso sind militärische Fundorte bekannt, die möglicherweise unter anderem spezielle Aufgaben zu erledigen hatten. Ein wesentlicher Faktor für den Umfang römischer Kastelle ist zudem die historische Entwicklung im Zusammenhang mit den baulichen Strukturen, da sich deren Aussehen durch veränderte militärische Strategien im Laufe der Jahrhunderte stark wandelte.

## Grundformen während der Prinzipatszeit
Die festen Kastellanlagen der Kaiserzeit hatten ihren Ursprung in den Feldlagern der römischen Republik. Diese ließen sich in zwei Kategorien unterteilen: in Marsch- und temporäre Lager, zu denen auch Winterlager (hiberna) zählten. Zahlreiche Lager der späten Republik und frühen Kaiserzeit waren an das Gelände angepasst und hatten oftmals unregelmäßige Grundrisse. Die innere Bebauung folgten jedoch meist einem standardisierten Muster. Der Aufbau eines solchen Lagers war straff vereinheitlicht, da es nach jedem Marsch gegen Abend neu errichtet werden musste. Dazu war es notwendig, dass die große Zahl der Menschen, die an einer militärischen Operation teilnahmen, zu jeder Zeit wusste, was zu tun war und wie sie sich in dem Lager zurechtzufinden hatten. Diese Abläufe folgten einer stets gleichen Mechanik, die jede Art von Nachfragen erübrigte. Daher war ein rascher und professioneller Lagerauf- und -abbau auch in Ausnahmesituationen gewährleistet.
Die Einhaltung der rechteckigen oder quadratischen Grundform sowie die Innenbebauung eines Kastells konnten bereits bei den leichtbefestigten längerfristigen Lagern der späten Republik stark vom Normschema abweichen, wenn es die Bedingungen erforderlich machten. Insbesondere die Standlager während der Eroberungszüge in Germanien zur Zeit des Augustus (31 v. Chr.–14 n. Chr.) weichen in einigen Fällen deutlich von der Regelkonzeption ab. Mit dem Ausbau und der Befestigung der Grenzen während der nachfolgenden Generationen werden die Vorgaben deutlich straffer gehandhabt. Mit den gesellschaftlichen und politischen Umwälzungen des 3. Jahrhunderts setzen sich nach grundlegenden militärischen Reformen neue, individueller zu handhabende Grundmodelle für den Aufbau von Kastellen durch, die nicht nur vielfach versuchen, den gewählten Standort strategisch bestmöglich zu nutzen, sondern auch den bisherigen kasernenartigen Garnisonscharakter zugunsten festungsartiger Bauweisen aufgeben.
Die römischen Kastelle der frühen und mittleren Kaiserzeit wurden bis in das 3. Jahrhundert n. Chr. nach einem offensichtlich stark vereinheitlichten Grundschema angelegt. Sie folgten in ihrer Anlage dem Prinzip der älteren Marschlager. Die sehr häufig rechteckige Lagerumwehrung besaß zumeist abgerundete Ecken, in denen Wachtürme standen. Der Bereich zwischen der Via principalis und der Porta praetoria wurde praetentura (Vorderlager) genannt, der Bereich zwischen der Rückseite des Stabsgebäudes und der Porta decumana hieß retentura (Hinterlager).
Nach allen vier Himmelsrichtungen öffnete sich meist je ein Tor, durch das die vier Lagerhauptstraßen rechtwinkelig hindurchführten und am Mittelpunkt des Kastells zusammenliefen. Die wichtigste Ausfallstraße war die Via praetoria, welche zum Haupttor (Porta praetoria; 5) hinausführte. Dort befand sich auch die Prätorialfront, die dem Feind zugewandte Lagerseite. Zu den beiden Schmalseiten führten die Via principalis dextra und die Via principalis sinistra, an deren Endpunkt die Porta principalis dextra (4; das rechte Tor) und die Porta principalis sinistra (6; das linke Tor) lagen. Rückwärtig befand sich die Via decumana, die mit der Porta decumana (7) korrespondierte. Am Kreuzungspunkt der beiden Hauptstraßen, genannt Locus gromae, nach dem Vermessungsinstrument Groma, mit dem das Lager von hier aus vermessen wurde, lagen die Principia (1), das Stabsgebäude. Meist links oder rechts des Stabsgebäudes befand sich das Praetorium, das Wohnhaus des Kommandeurs sowie der Getreidespeicher (Horreum). Nach Hygin verläuft die Via quintana parallel zur Via principalis, jedoch hinter dem Mittelstreifen des Lagers (Latera praetorii). Eine weitere wichtige Straße befindet sich im Intervallum, dem Raum zwischen Wehrmauer/Wall und der angrenzenden Innenbebauung des Kastells. Dort führt die Lagerringstraße (Via sagularis) rund um alle Baulichkeiten der Anlage. Innerhalb der Befestigung konnte es verschiedenste Einrichtungen geben, die sich nach den jeweiligen Erfordernissen richteten.

## Marschlager

### Das Lager des Polybios

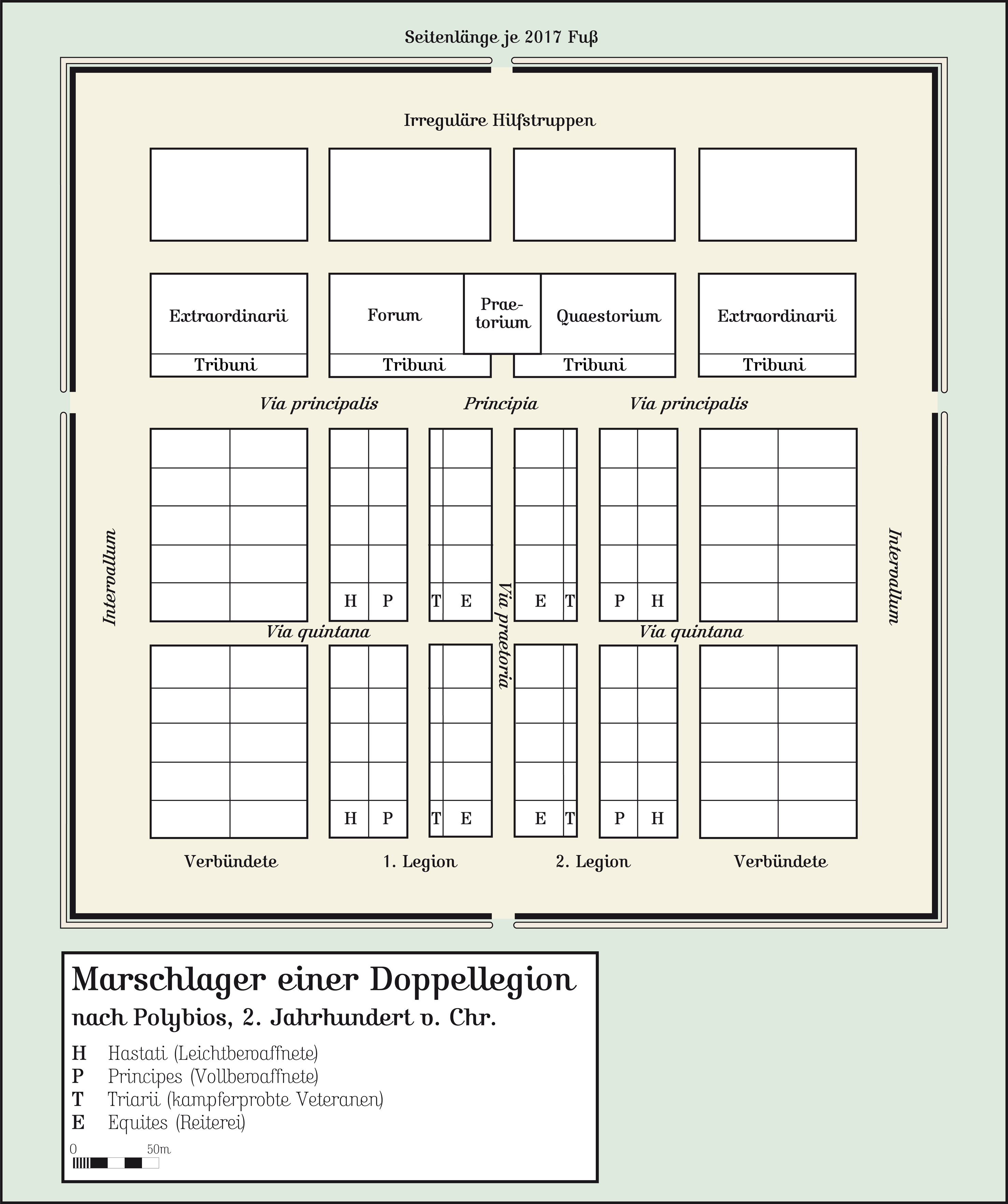
Das Marschlager einer Doppellegion mit Verbündeten nach Polybios im 2. Jahrhundert v. Chr.

Das abendliche, von Wall und Graben umwehrte Marschlager der römischen Armee stellt sich nach den beiden überlieferten Plänen teilweise recht verschieden dar. Das von Polybios im 2. Jahrhundert v. Chr. vorgestellte bausteinartige Konzept ist für eine Doppellegion, Reiterei, Verbündete, Hilfstruppen und Leibgarde vorgesehen, insgesamt 18.600 Mann. Dieser Bauplan eines rund 600 × 600 Meter (je 2017 römische Fuß) großen, quadratischen Lagers mit je einem Tor an jeder Längsseite, konnte ohne Schwierigkeiten auch auf kleinere Truppenkontingente herunter gerechnet werden. Vom zukünftigen Standort des Praetoriums, dem Feldherrenzelt aus, wurde mit der Vermessung des Flächenrasters begonnen, wobei im Gelände mehrfarbige Fähnchen zum Einsatz kamen. Die Fläche vor dem Feldherrenzelt wurde Principia genannt. Nach diesem Wort erhielt die Lagerstraße, die diesen Platz in ihrer Mitte durchschnitt, den Namen Via principalis. Diese Straße war bei Polybios rund 30 Meter (100 Fuß) breit. Die Via praetoria sollte indes nur die halbe Breite besitzen. Links und rechts des Praetoriums befanden sich das Forum und das Quaestorium. Daran grenzen ebenfalls links- und rechtsseitig die Zelte der teilberittenen Leibgarde, der Equites und Pedites extraordinarii an. Vor diesen Einrichtungen lagerten entlang der Via principalis die zwölf Legionstribunen, je sechs pro Legion. Hinter diesen Einrichtungen war der Standort für Hilfstruppen aller Art vorgesehen. Auf der gegenüberliegenden Seite der Via principalis wurde Platz für die beiden Legionen sowie für die Verbündeten geschaffen. Während die Legionäre gestaffelt entlang der Via praetoria untergebracht wurden, lagerten die Verbündeten in dem verbleibenden Raum zwischen dem Intervallum und den Legionen. Das Intervallum, der rund um im Inneren des Lagers von den Truppen unbewohnte verbleibende Raum, war bei Polybios rund 60 Meter (200 Fuß breit). Der Platz wurde benötigt, um im Verteidigungsfall die Bewegungsfreiheit der Soldaten nicht zu beschränken, die Zelte außerhalb der Reichweite von Geschossen und das im Tross mitlaufende Vieh sowie die Beute sicher zu halten.

### Das Lager des Pseudo-Hygin

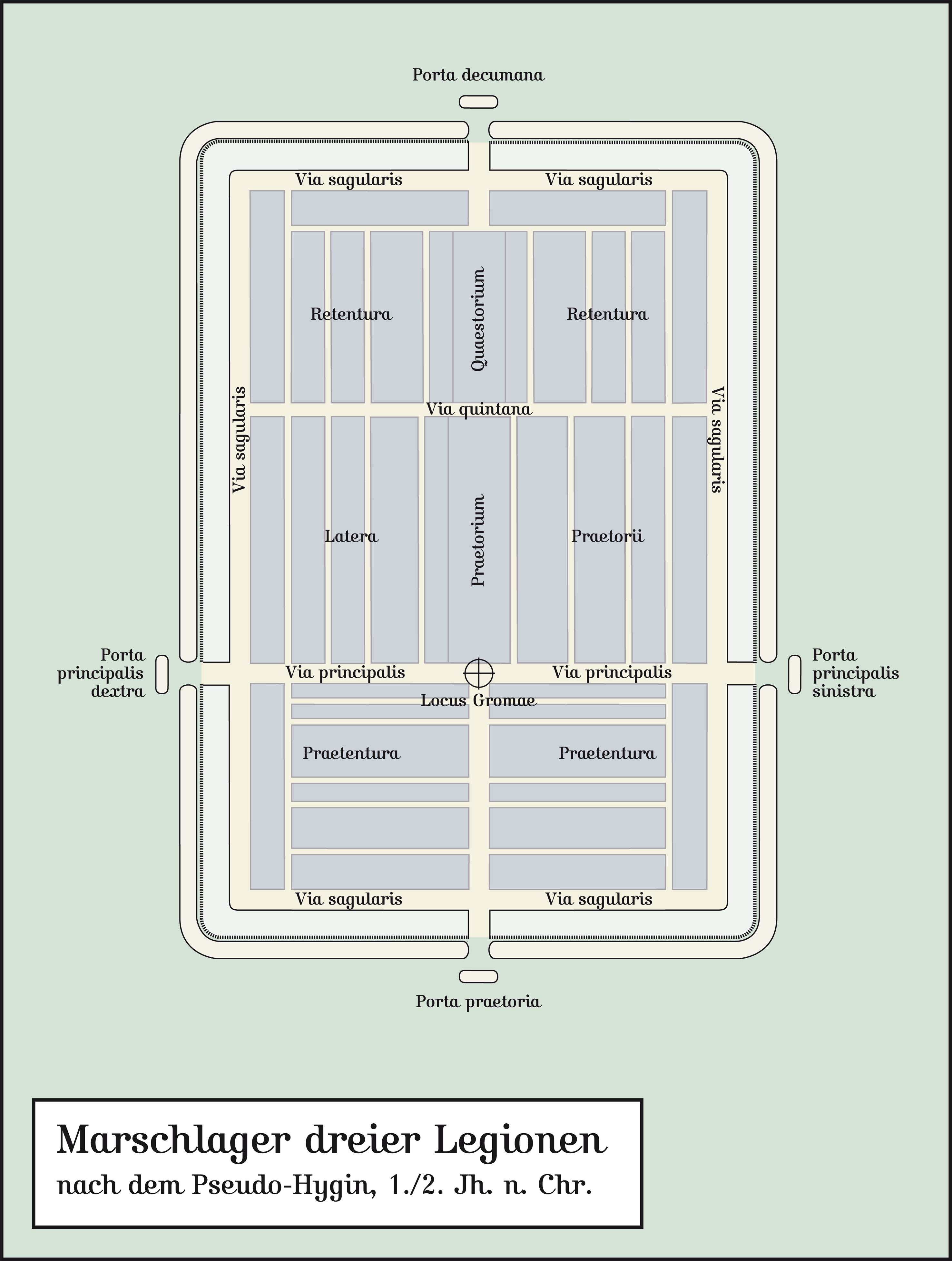
Das Lager für drei Legionen und Hilfstruppen nach De munitionibus castrorum

Erst viele Generationen später, vom Ende des 1. oder aus dem 2. Jahrhundert n. Chr. ist ein weiteres Idealmodell zum römischen Marschlager durch den Pseudo-Hygin überliefert. Die offensichtlichen Unterschiede zwischen diesem und dem Lager des Polybios könnten eine konzeptionelle Entwicklung der Marschlager anzeigen, die es sicherlich gegeben haben muss, da sich die römische Armee seit dem 2. Jahrhundert v. Chr. deutlich in ihrem Aufbau und der Militärtechnik verändert hatte. Das ebenfalls mit Wall und Graben ausgestattete, 687 × 480 Meter (2320 × 1620 Fuß) große rechteckige Nachtlager der Schrift De munitionibus castrorum ist für drei Legionen, Hilfstruppen und die kaiserliche Leibgarde, zusammen rund 40.000 Mann, vorgesehen und besaß abgerundete Ecken (Spielkartenform). Wie bereits die Mannschafts- und Flächenangabe zeigt, war dieses Castrum wesentlich dichter belegt als der republikanische Vorgänger. Der um das Lager gelegte Graben sollte mindestens 1,50 Meter (5 Fuß) tief und 0,90 Meter (3 Fuß) breit ausgehoben werden. Mit dem gewonnenen Aushub war dann ein 2,40 Meter (8 Fuß) breiter und 1,80 Meter (6 Fuß) hoher Erdwall anzulegen, der sich nach innen gerichtet hinter dem Graben befand und das Lager schützen sollte. Im Wall konnten je nach örtlichen Bedingungen auch Rasensoden und Steine zur Befestigung mitverwendet werden. Die Brustwehr hatte aus Holzpfosten oder Flechtwerk zu bestehen. Mit den Pfosten könnten in der Schrift die beidseitig angespitzten Pila muralia gemeint sein, die offenbar von jeder Stubengemeinschaft (Contubernium), der kleinsten Einheit des römischen Heeres, auf Maultieren mitgeführt wurden. Vor den vier Toren, von denen sich je eines an jeder Seite der Anlage befand, hatten die Legionäre etwas versetzt zum Hauptgraben kurze Gräben (Titula) anzulegen, die ein direkt vorgehendes Eindringen in das Lager erschweren sollten. Die Via principalis, welche die an den Längsseiten liegenden Einlässe (Porta principalis dextra und Porta principalis sinistra) verband, sollte mit einer Breite von knapp 18 Metern (60 Fuß) vermessen werden. Die dem Feind zugewandte Porta praetoria an einer der Schmalseiten war über die das Vorderlager durchlaufende Via praetoria mit der Via principalis rechtwinklig verbunden. Genau hinter dem Schnittpunkt hatte das Praetorium in den Latera praetorii seinen Standort zu finden. Auf diesem Mittelstreifen sollten außerdem das Auguratorium für die Opferhandlungen sowie das Tribunal für die Ansprachen des Kommandeurs untergebracht sein. Daneben hatten im Mittelstreifen die Zelte des Stabes und der kaiserlichen Leibgarde (Praetorianer) zu stehen. Die äußeren Bereiche dieses Lagerteils sollten für die ersten Legionskohorten und die Vexillarii (Feldzeichenträger) der beiden privilegierten Legionen reserviert werden. In der Praetentura war entlang der Via principalis den Legionslegaten und -tribunen Platz zu machen. Weitere Einrichtungen in diesem Lagerteil sollten die Scholae (Versammlungsplätze) der ersten Legionskohorten sein. Sodann hatten die Quartiere der Reitereien zu folgen und darauf die erste Legionskohorte der nicht so vornehmen Legion. Außerdem waren im Vorderlager die Feldschmiede (Fabrica), das Lazarett (Valetudinarium) sowie die Tierklinik (Veterinarium) untergebracht. Nach De munitionibus castrorum hatten hier auch die Marine, Pioniere und Aufklärer ihren Zeltplatz. Die Latera praetorii sollten an ihrer Rückseite mit der Via quintana abschließen. Dahinter begann die Retentura. Dort befand sich direkt hinter dem Praetorium das Quaestorium. Neben der Verwaltung war dieser Bereich für die Unterkunft des Lagerpräfekten vorgesehen. Zudem hatten hier die Hilfstruppen zu lagern und es war Platz für die Beute und Gefangenen zu schaffen. Die 2. bis 10. Kohorte der drei Legionen, die als Elite galten, waren mit ihren Zelten direkt entlang der Umwallung untergebracht und umschlossen damit alle anderen Lagereinrichtungen. Dies ist ein wichtiger Unterschied zum Lager des Polybios, bei dem nicht die Legion, sondern die Verbündete und Hilfstruppen im Außenbereich saßen. Zwischen den Legionskohorten in der Außenzone, und dem Wall war die Lagerringstraße im 18 Meter (60 Fuß) breiten Intervallum vorgesehen. Die kleineren Nebengassen entlang der Zeltreihen wurden Viae vicinariae genannt und hatten zwischen 10 und 20 Fuß (rund drei bis sechs Meter) breit zu sein.
Eine Ansammlung von 13 Übungs-Marschlagern, die während Manövern in der Zeit zwischen 1. und 3. Jahrhundert errichtet wurden und noch mit bis zu 0,5 m hohen Wällen erhalten sind, findet sich im Uedemer Hochwald bei Xanten (Vetera).

## Standlager, Garnisonen
Das republikanische Marschlager bildete die strukturelle Ausgangsbasis für die sich erst in der frühen Kaiserzeit herausformenden festen Garnisonen. Diese je nach Größe der Befestigung in sich variierende normierte Konzeption blieb bis in die Spätantike erhalten. Spätestens unter Kaiser Diokletian (284–305 n. Chr.) sind vollkommen neue Architekturformen eingeführt worden. Festungsartig ausgebaute Stützpunkte mit wechselnden Grundrissen lösten die bisherigen standardisierten Kasernen ab.

### Frühe bis mittlere Kaiserzeit

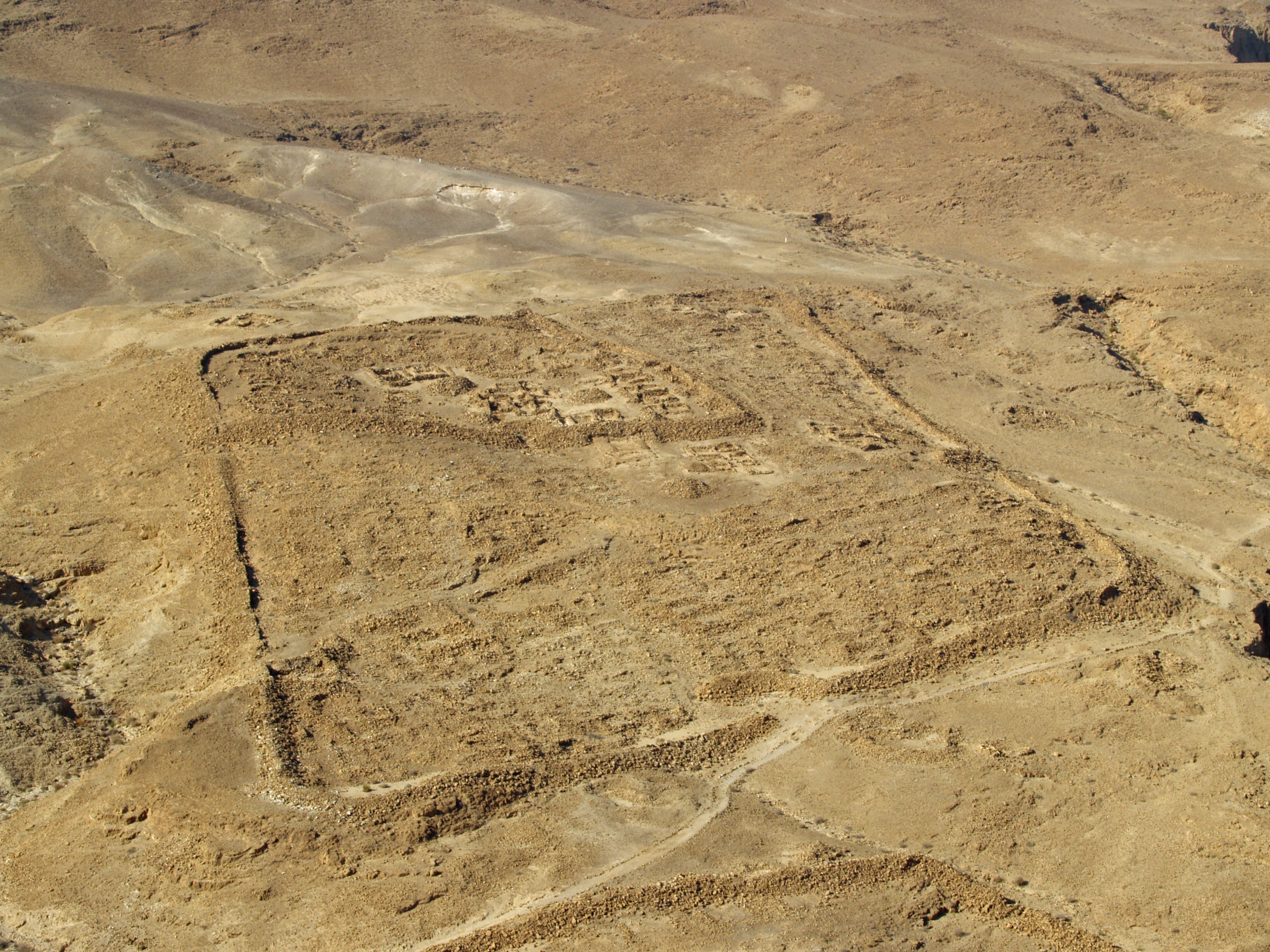
Längerfristiges Kastell des Belagerungsrings um die jüdische Festung Masada, gesehen vom Festungsberg, 72/73 n. Chr.

Standlager wurden für einen mehr oder minder langfristigen Einsatz errichtet. In vielen Fällen reichte es den römischen Militärs, die Anlagen als reine Holz-Erde-Kastelle mit Erdwällen auszuführen und nach Intervallen von 20 bis 30 Jahren von Grund auf zu erneuern. Teilweise wurden zu einem bestimmten Zeitpunkt in diesen Garnisonen nur wichtige Teile eines Bauwerks, wie das Fahnenheiligtum im Stabsgebäude (Principia) oder beheizbare Räume am Wohnhaus des Kommandanten, in Stein ausgebaut, während bei den übrigen Strukturen die Holzbauweise erhalten blieb. Einige in Holz-Erde-Technik errichtete Standlager wie das Kleinkastell Burlafingen an der Donau haben trotz einer Nutzungsdauer von rund zehn Jahren keine feste Innenbebauung erhalten. Meist aus zeitlich nicht absehbaren Gegebenheiten wurde vielfach in die Errichtung eines Steinkastells investiert, wobei es alle möglichen Abstufungen des steinernen Ausbaus je nach Grad der Wichtigkeit gegeben hat. In aller Regel ist bei diesen Anlagen zumindest die Umwehrung entsprechend befestigt worden. Besonders in den römischen Grenzregionen kann beobachtet werden, dass auf erste Holz-Erde-Lager häufig ein weitgehender Ausbau in Steintechnik erfolgte. Während bei den Garnisonen der Hilfstruppen die Mannschaftsbaracken jedoch auch in solchen Befestigungen zumeist als Fachwerkgebäude entstanden, wurden die festen Legionsstandorte meist vollständig in Steinbauweise verwirklicht. Besonderer Wert wurde vielfach auf eindrucksvolle Torbauten und repräsentative Stabsgebäude gelegt. Etliche der in den Principia errichteten Hallen standen mit ihren Ausmaßen und den Spannweiten der Decken großer städtischer Architektur in nichts nach.

### Spätantike
Im Verlauf des 3. Jahrhunderts vollzogen sich im Römischen Reich zahlreiche Veränderungen, die auch das Militär betrafen. Aufgrund des verstärkten Drucks, dem sich Rom im Norden und Osten (vgl. Sassanidenreich) ausgesetzt sah, wurde die Grenzverteidigung reformiert. Viele der älteren limites wurden aufgegeben, und man zog sich an leichter zu verteidigende Grenzen, besonders Flüsse, zurück. In der Spätantike entstand daher ein neuer Kastelltyp, der nicht mehr viel mit denen der frühen und mittleren Kaiserzeit gemein hatte. Der Übergang lässt sich gut an den Kastellen entlang von Rhein, Donau und an der Sachsenküste nachvollziehen. Die neuen militärischen Stützpunkte waren wesentlich stärker befestigt als die Kastelle der ersten beiden Jahrhunderte nach Christus und ähnelten oft bereits mittelalterlichen Burgen. Endre Tóth sieht die Herkunft der frühen U- und fächerförmigen Türme des 3. Jahrhunderts in den Balkanprovinzen Mösien und Skytien. Die fachliche Diskussion zur Entwicklung einzelner Baukörper in spätantiken Kastellen ist noch nicht abgeschlossen. Diese Art der Militärarchitektur blieb bis ins 6. Jahrhundert üblich. Große Festungsbauprogramme führten vor allem die Kaiser Diokletian, Valentinian I. und Justinian I. durch.
Durch die vielfach zu beobachtende Verkleinerung der Kastellflächen beziehungsweise die Anpassung der Bebauung an neue Truppenstrukturen und oftmals zahlenmäßig reduzierte Einheiten kam es in der Spätzeit auch zu Abbrüchen und Umnutzungen der bisherigen Innenbebauung. So wurde das Fahnenheiligtum der mittelkaiserzeitlichen Principia des pannonischen Kastells Matrica in nachvalentinianischer Zeit als Abfallgrube umgenutzt.

### Eigenheiten spätantiker Militärbauten

Umbauten
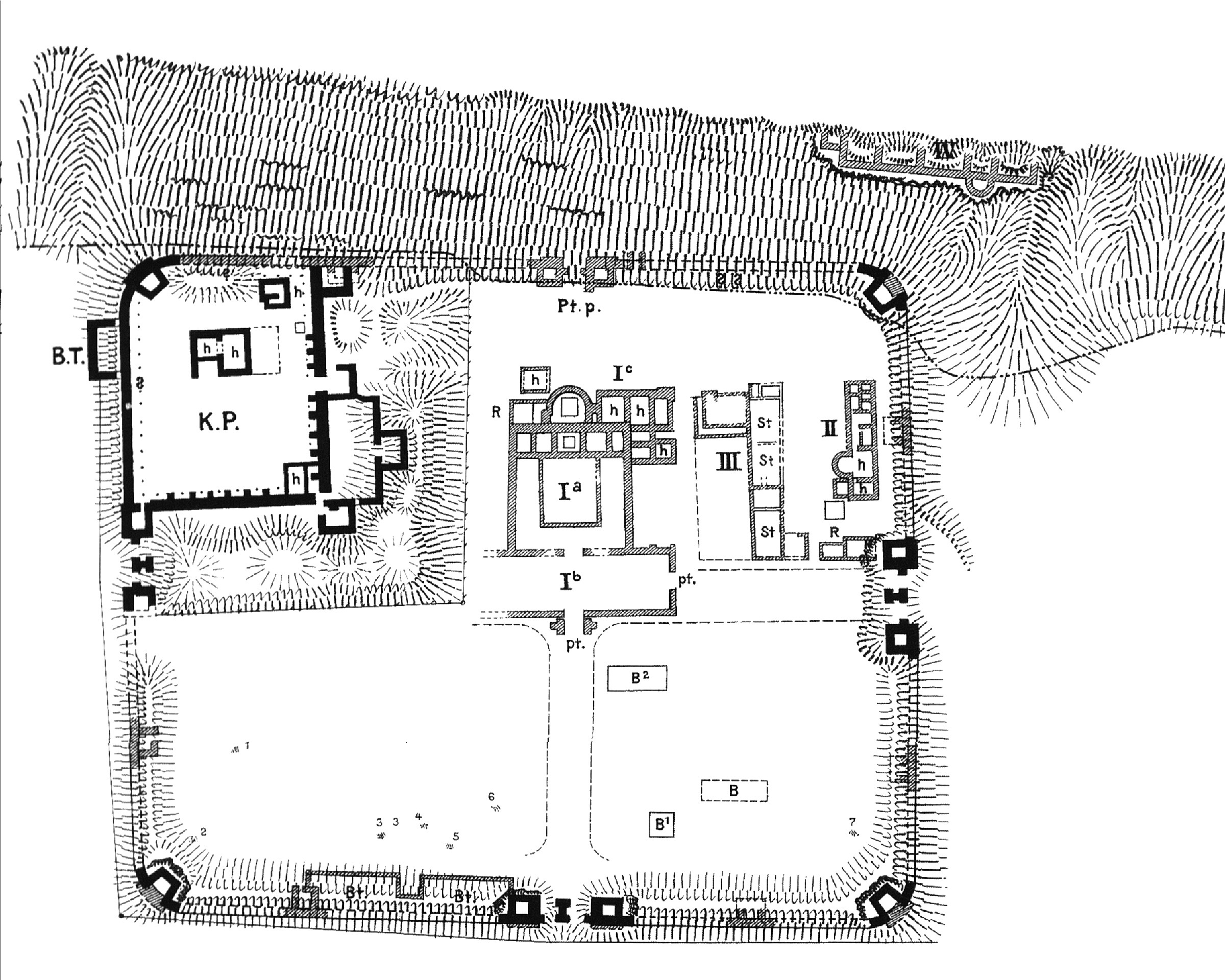
Umbauten zu Kleinkastellen: Viele Grenzkastelle der Prinzipatszeit wurden während der Spätantike stark verkleinert. Am Donaukastell Abusina in Bayern ist ein solcher Burgus besonders gut erhalten geblieben.
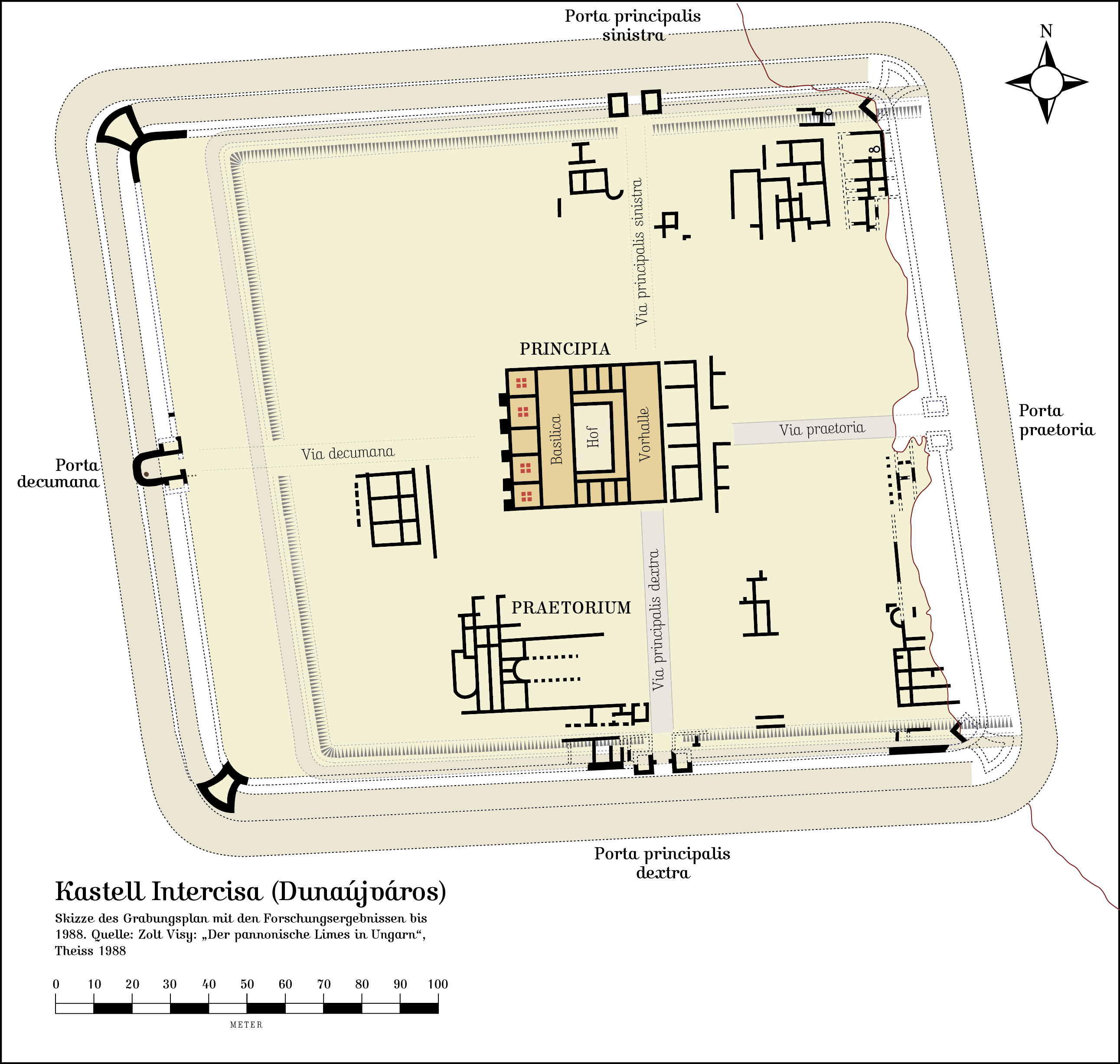
Umbauten: Das mittelkaiserzeitliche Kastell Donaukastell Intercisa erhielt in der Spätantike fächer- und U-förmige Türme, Tore wurden vermauert und das Praetorium palastartig ausgebaut.
Umbauten: Die mit einem U-förmigen Turm vermauerte mittelkaiserzeitliche Porta decumana des Kastells Intercisa – typische Details an prinzipatszeitlichen Kastellen während der Spätantike

Neue Bauschemata
Weiterentwicklungen: Das um 300 n. Chr. in Ägypten errichtete rückwärtige Limeskastell Nag el-Hagar mit seiner spätantiken Palastanlage und einer ungewöhnlichen Principia mit oktogonalem Fahnenheiligtum
Das ebenfalls um 300 n. Chr. im heutigen Jordanien an der vorderen Wüstengrenze errichtete Kastell Dajaniya, eine kleinere Ausführung des quadratischen Bauschemas
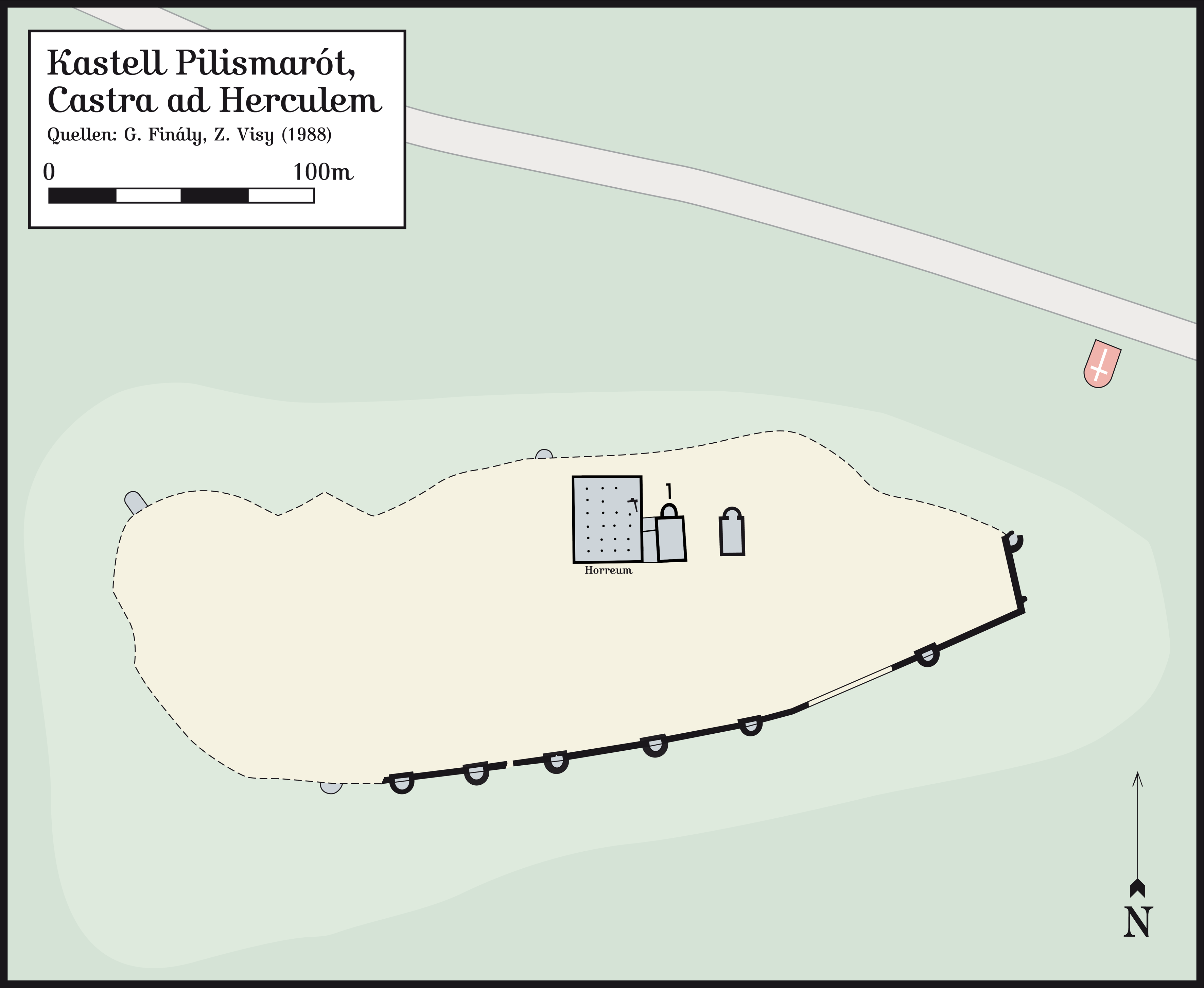
burgartige Festungen: Das große Donaukastell Castra ad Herculem folgt der natürlichen Struktur des Felsen, auf dem es steht. Ende 3. oder frühes 4. Jahrhundert; Innenbebauung des späten 4. Jahrhunderts
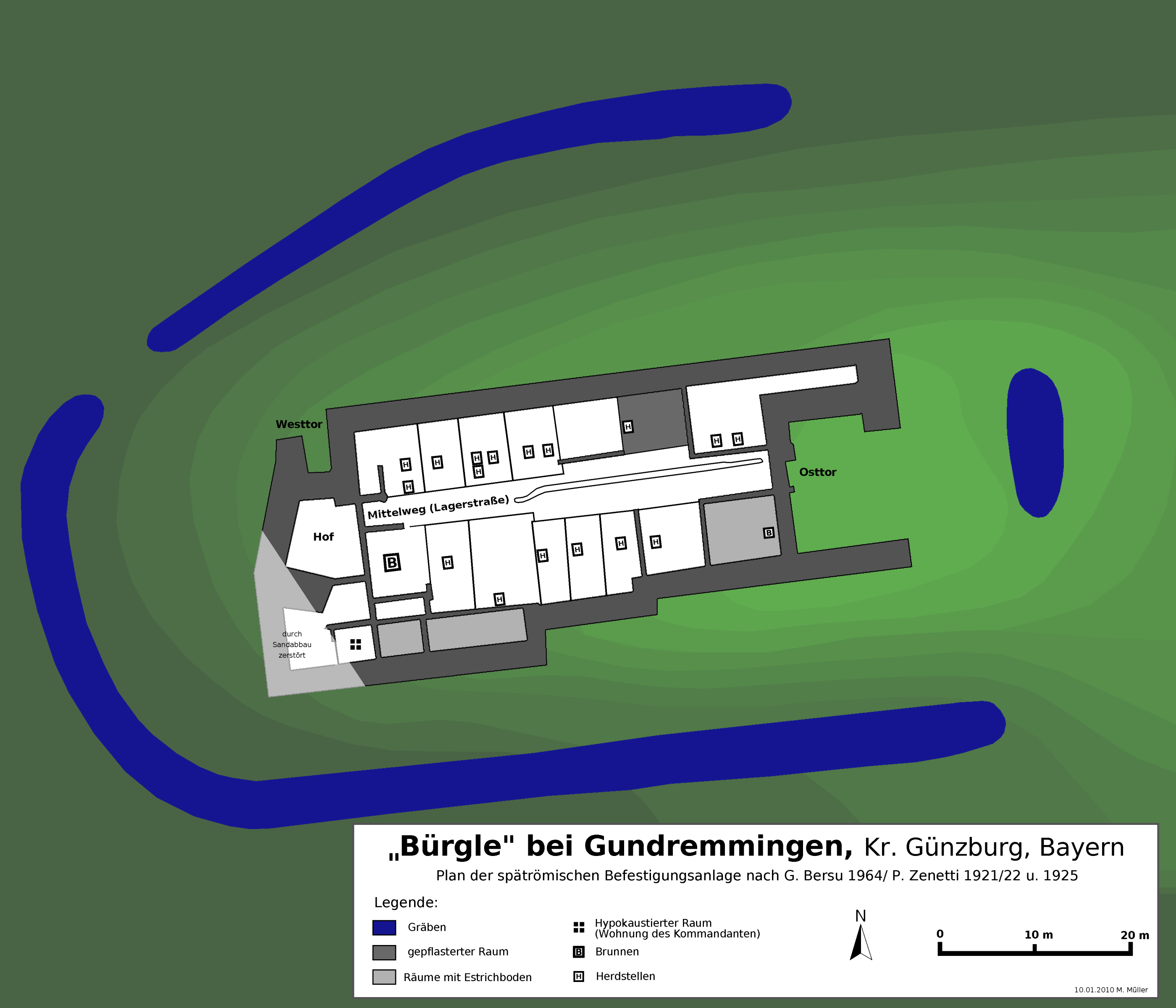
… der gleichen neuartigen Idee folgte das am Ende des 3. Jahrhunderts gegründete kleine Bürgle bei Gundremmingen am Donau-Iller-Rhein-Limes, das sich als burgartige ausgebaute Festung präsentierte
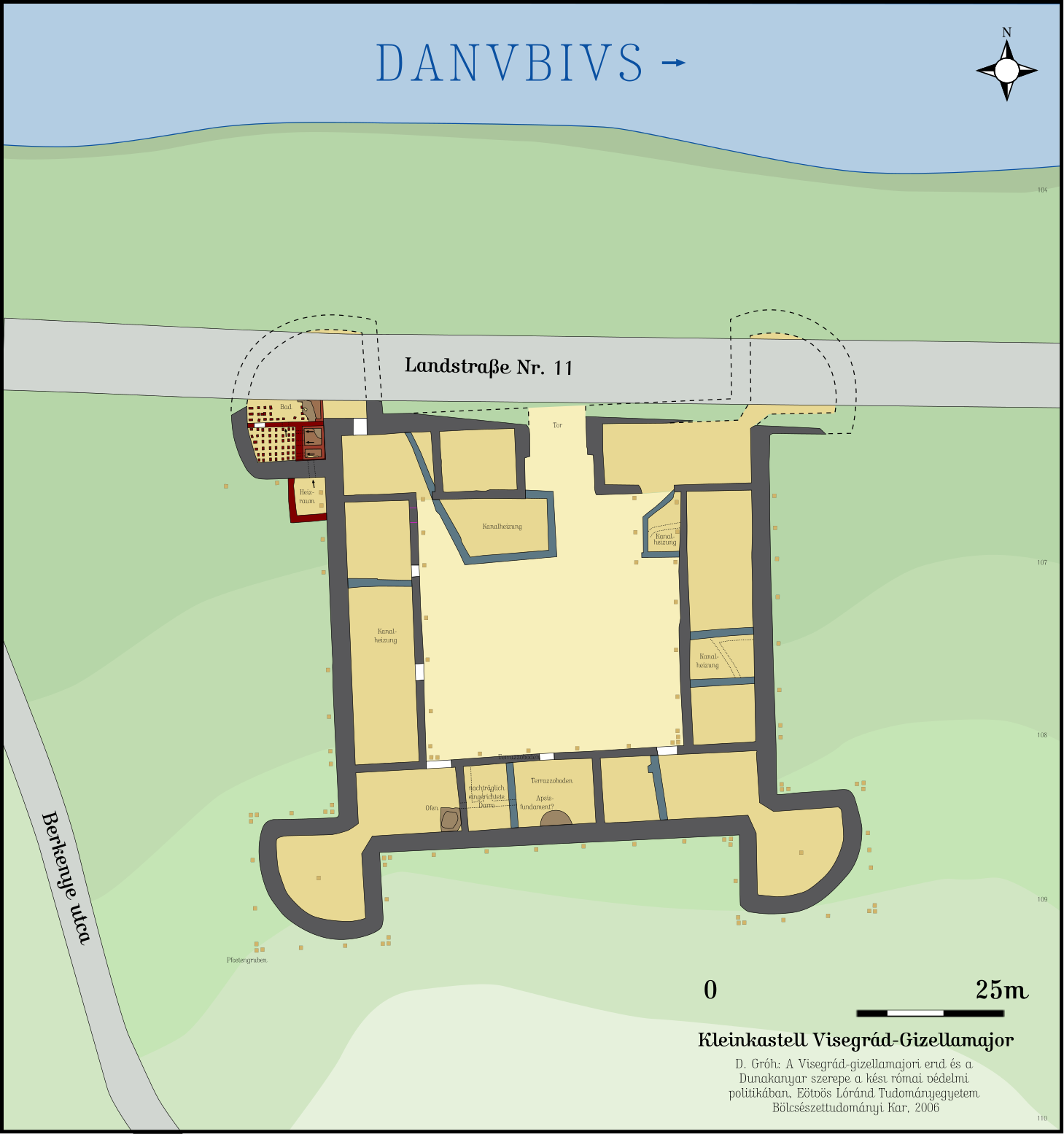
Quadriburgi: Das zwischen 337 und 361 entstandene Donaukastell Visegrád-Gizellamajor ein Quadriburgus mit vier Fächertürmen in Ungarn, weist dasselbe Baumuster auf wie …
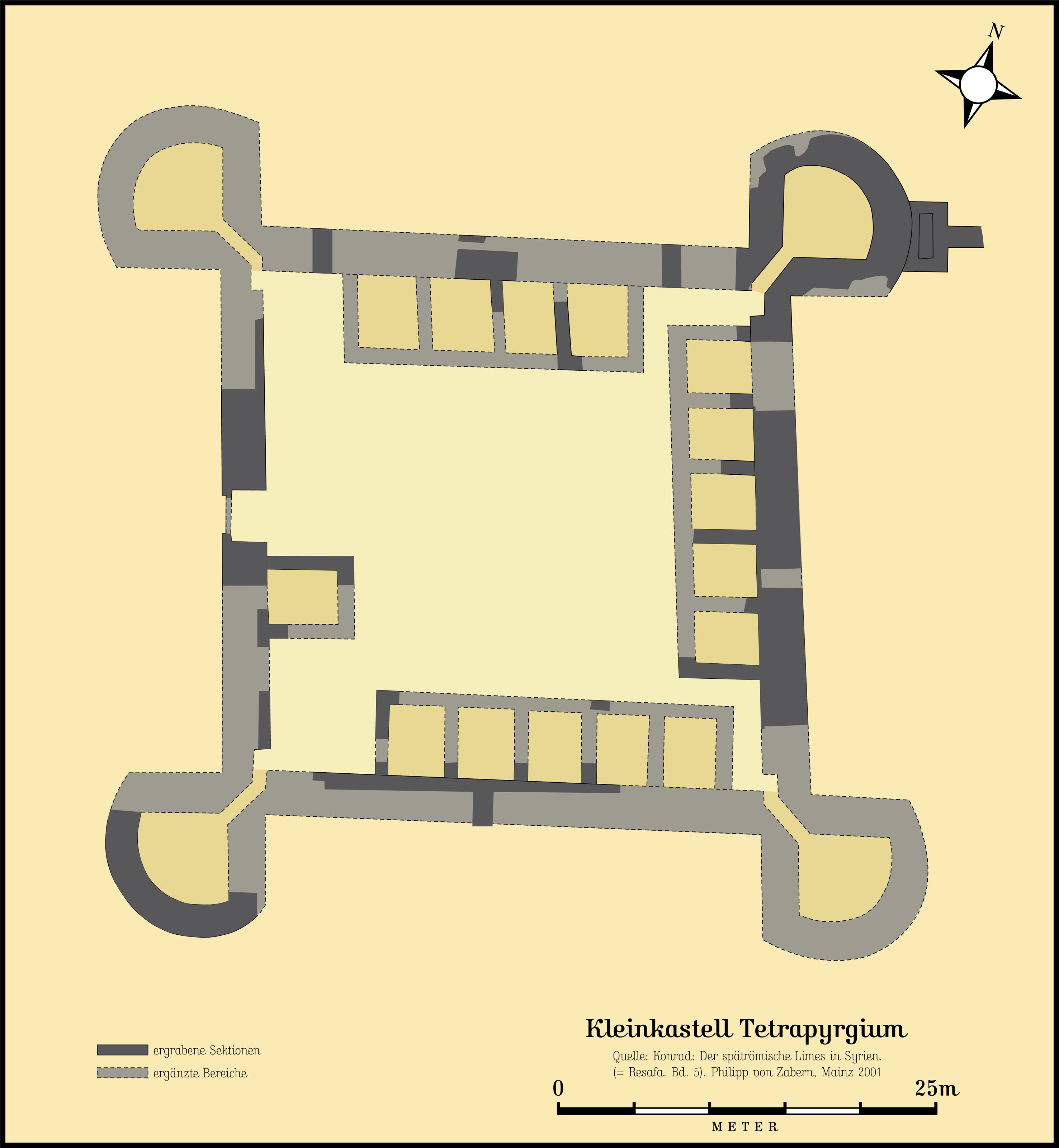
… das in Syrien ergrabene Kleinkastell Tetrapyrgium, das frühestens 324 erbaut wurde
Eines der besterhaltenen Kastelle der römischen Welt: der diokletianische Quadriburgus Castra Praetorii Mobeni, Qasr Bshir im heutigen Jordanien
Das tripolitanische Kleinkastell Gasr Bularkan zeigt einen anderen typischen Bautyps des Quadriburgus, der zeitlich kurz nach 275/280 datiert wird

Burgi
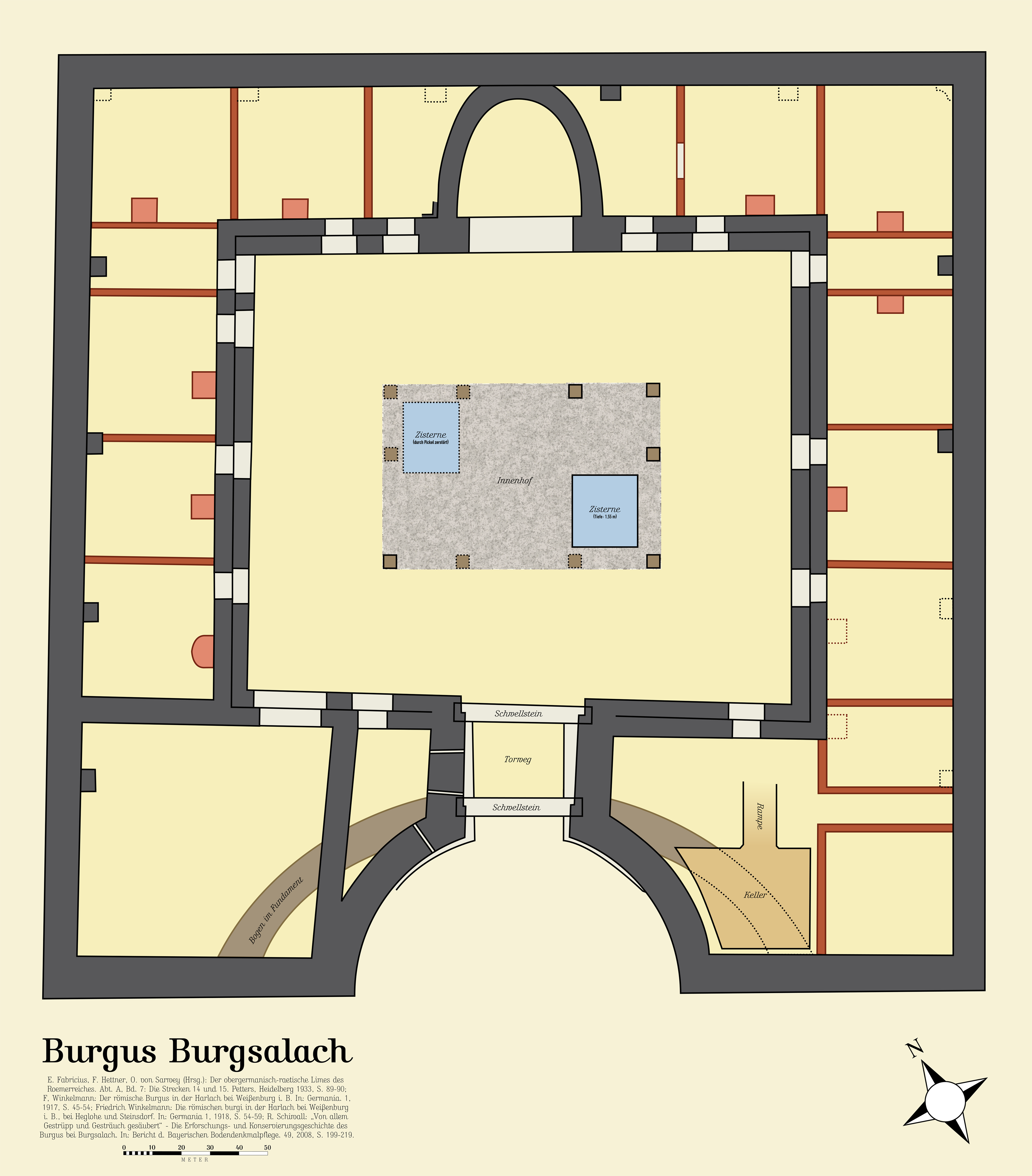
Der am raetischen Limes errichtete severische Burgus Burgsalach zeigte bereits Elemente spätantiker Wehrbauten
Das tripolitanische Centenarium Gasr Duib entstand bereits um 246 n. Chr.
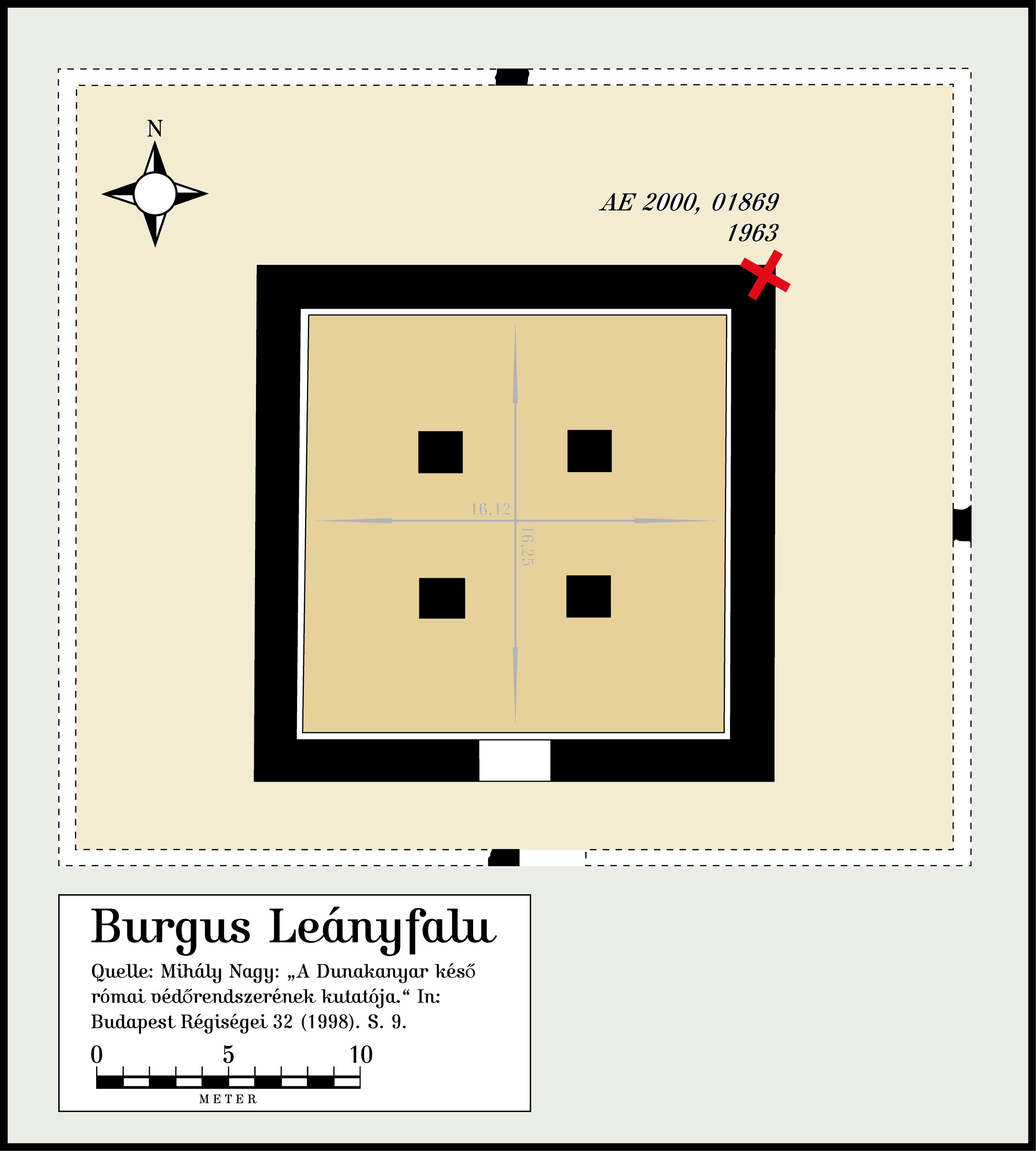
Der pannonische Burgus Leányfalu: Zur Grenzsicherung in vielfach engen Ketten eingeführte mächtige turmartige Befestigungen, die kleinen Einheiten als Basis dienten. In dieser Bauausführung datieren diese Burgi in die Herrschaftszeit des Kaisers Valentinian I. (364–375)
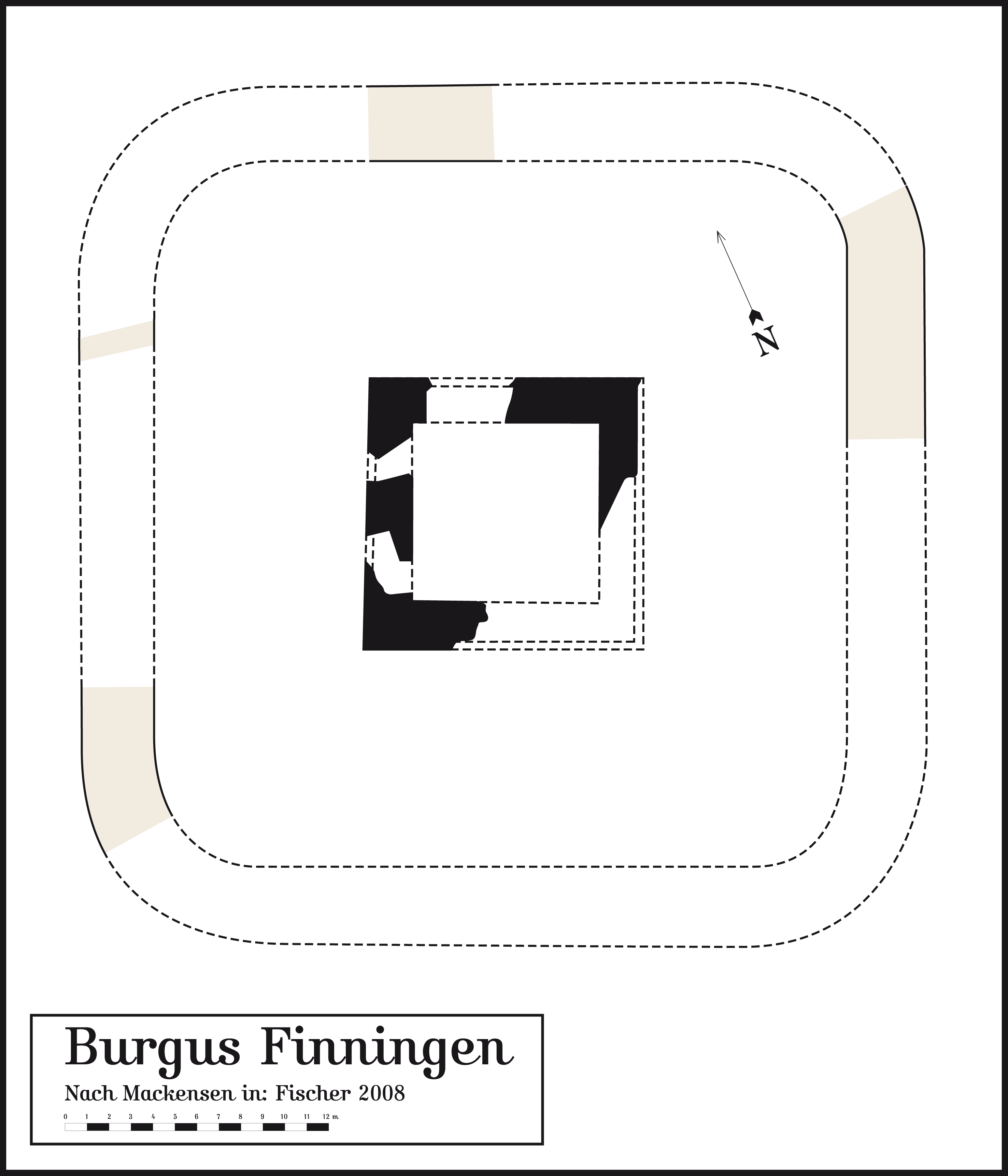
Der gleichfalls valentinianische Burgus Finningen an der Donau stand auf einem grabenumwehrten Turmhügel. Typisch für viele kleinere Burgi
Der Qasr Abu Rukba: auch in der jordanischen Wüste vertraute der römische Grenzschutz auf das turmartige Bauschema mit weiter Fernsicht

Ländeburgi
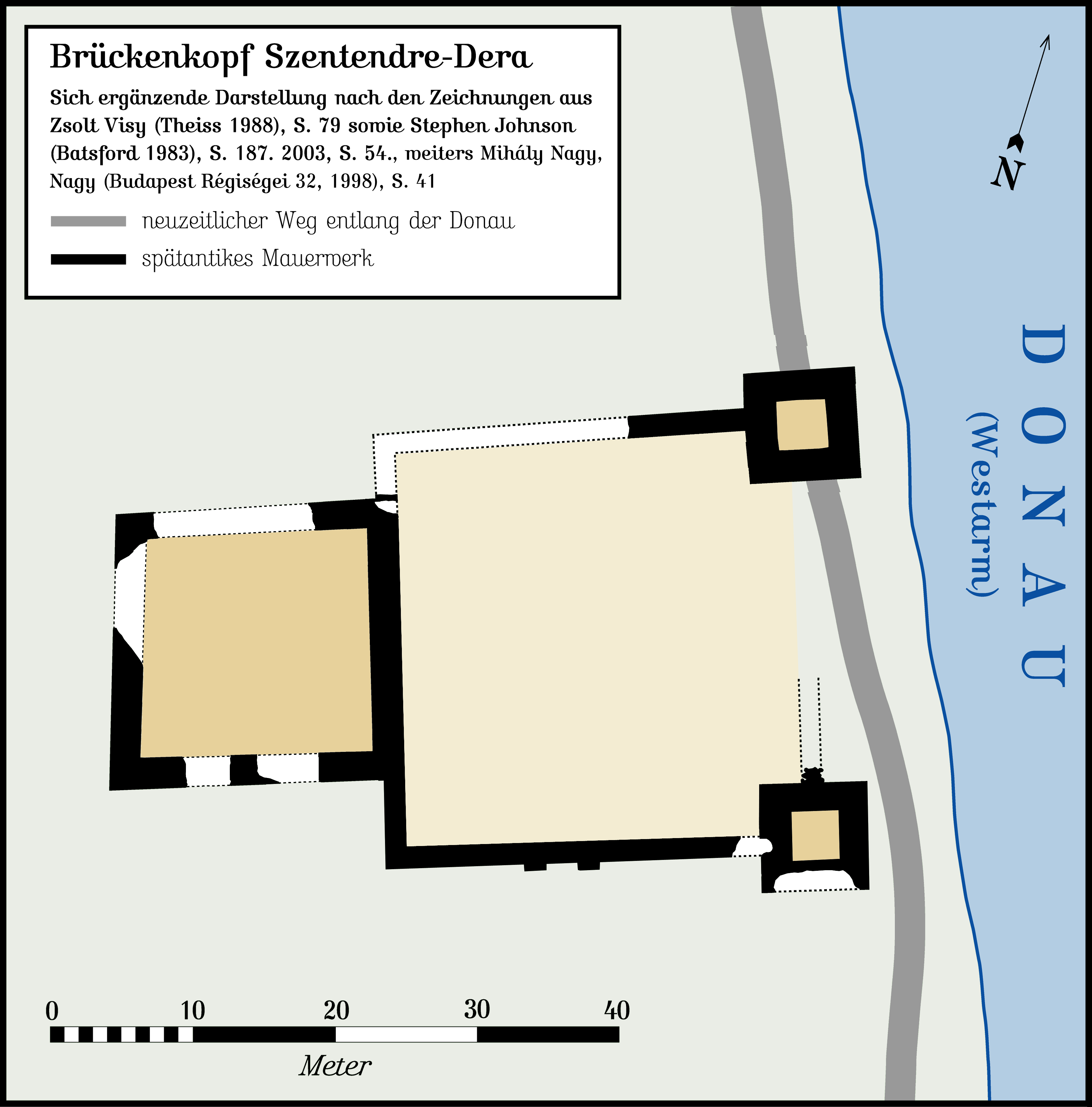
Zur militärischen Sicherung der großen Flußgrenzen entwickelte Burgi, an denen Kriegsschiffe anlegen konnten. Sie datieren ebenfalls in die Herrschaftszeit des Kaisers Valentinian I., können aber möglicherweise auch älter sein

## Typen kleinerer Standlager

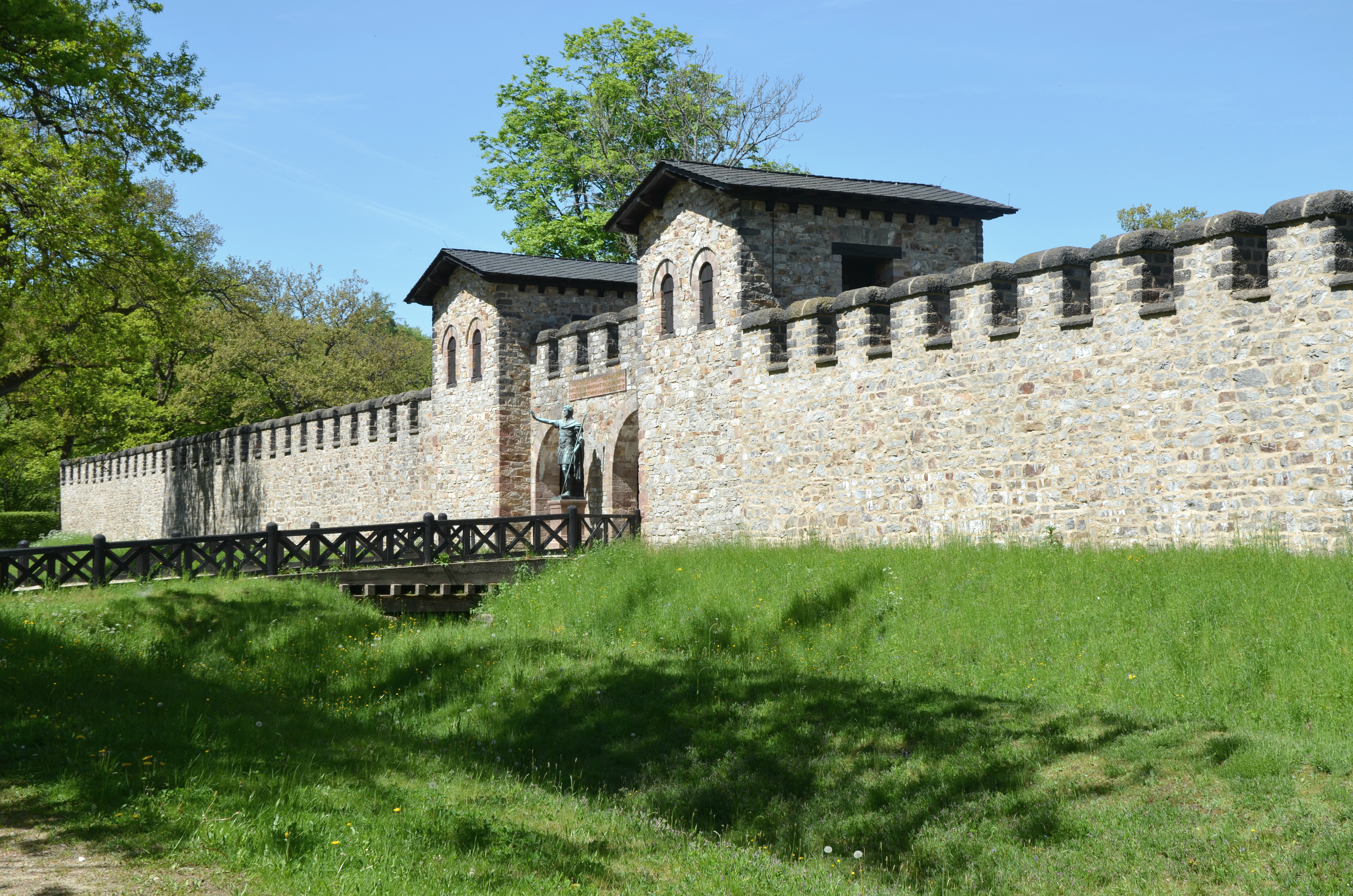
Kastell Saalburg

Unter den kleineren Lagertypen finden sich auch die Auxiliarkastelle. Das bedeutet, dass dort Auxiliartruppen zur Besetzung zählten. Principia, Kommandantenwohnhaus und Mannschaftsunterkünfte fanden sich bei Alen-, Kohorten- und Numeruskastellen meist in der gleichen Lage wie beim Legionslager.

### Alenkastelle

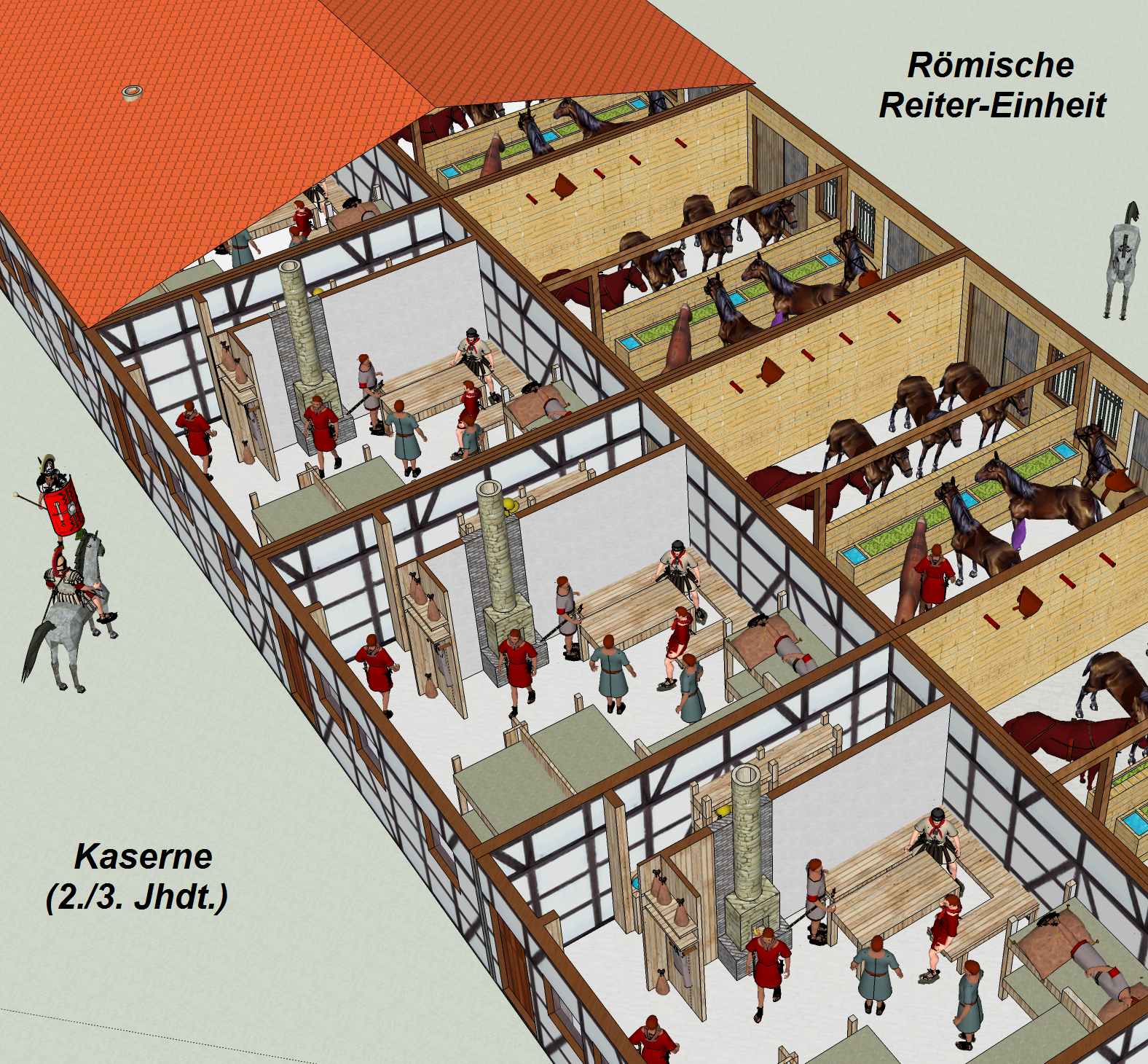
Beispiel der Kaserne einer Reitereinheit (Ala), 2./3. Jahrhundert, Stube typischerweise mit Durchgang zu unmittelbar anschließenden Pferdeställen

Die Reitertruppen der Alen bestanden entweder als ala quingenaria aus knapp 500 oder als ala milliaria (doppelte Ala) aus bis zu 1000 Mann. Mit dem nötigen Platz für die Pferde wurden Lagergrößen bis zu 60.000 m² erreicht. Typisch für berittene Einheiten waren Kasernen-Stuben (Belegung sechs oder acht Mann) mit Durchgang zu unmittelbar anschließenden Pferdeställen.

### Kohortenkastelle
Römische Hilfseinheiten wurden grundsätzlich in drei Grundtypen organisiert: die Infanterie-Kohorte (cohors peditata), die Kavallerie-Geschwader (ala) und die cohors equitata, was oft als „teilberitten“ übersetzt wird. Jeder dieser drei Typen tritt als Standardeinheit auf, mit nominell 500 Mann (was die Römer quingenaria nannten) oder als vergrößerte Einheit mit nominell 1000 Mann (milliaria). Die Begriffe quingenaria und milliaria wurden vermutlich nur als Näherungen genannt und nicht als genaue Größeneinheiten gesehen. Die Größe und die innere Struktur dieser Einheiten bleiben ein Rätsel, aber einige waren offensichtlich groß genug, um über mehrere Standorte hinweg ausgebreitet zu werden. Archäologen gehen oft davon aus, dass eine einzige Zenturie und Offiziere oder zwei turmae und ihre Offiziere einen einzigen Barackenblock besetzten. Ein typisches Kohortenkastell findet sich in Hesselbach (Odenwaldkreis).
Bei einer Größe von 6000 bis 8000 m² kamen in Numeruskastellen etwa 150 Mann der Aufklärungseinheiten (Numeri) unter.

### Kleinkastelle

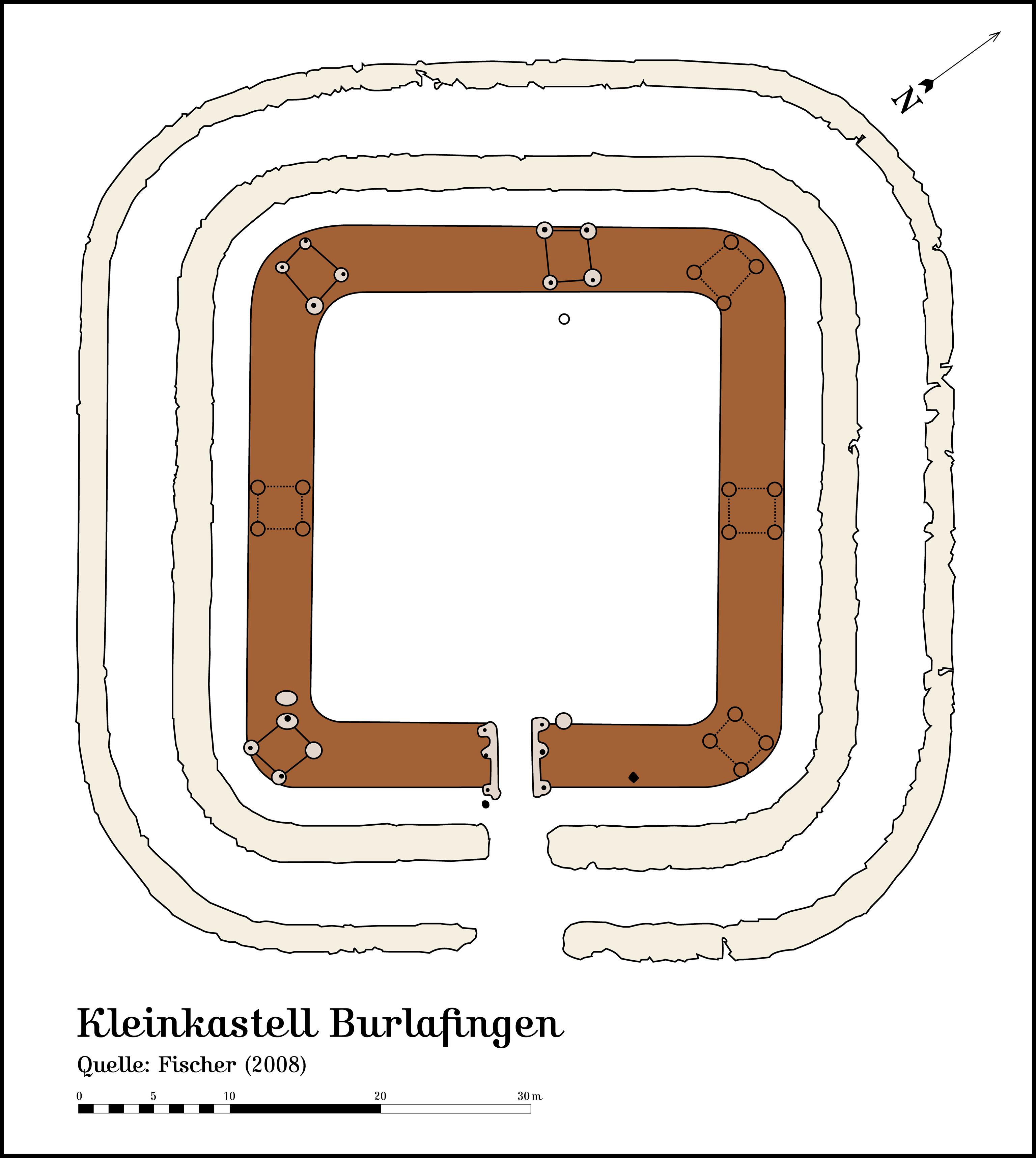
Das in claudinischer Zeit für rund zehn Jahre belegte Kleinkastell Burlafingen an der Donau

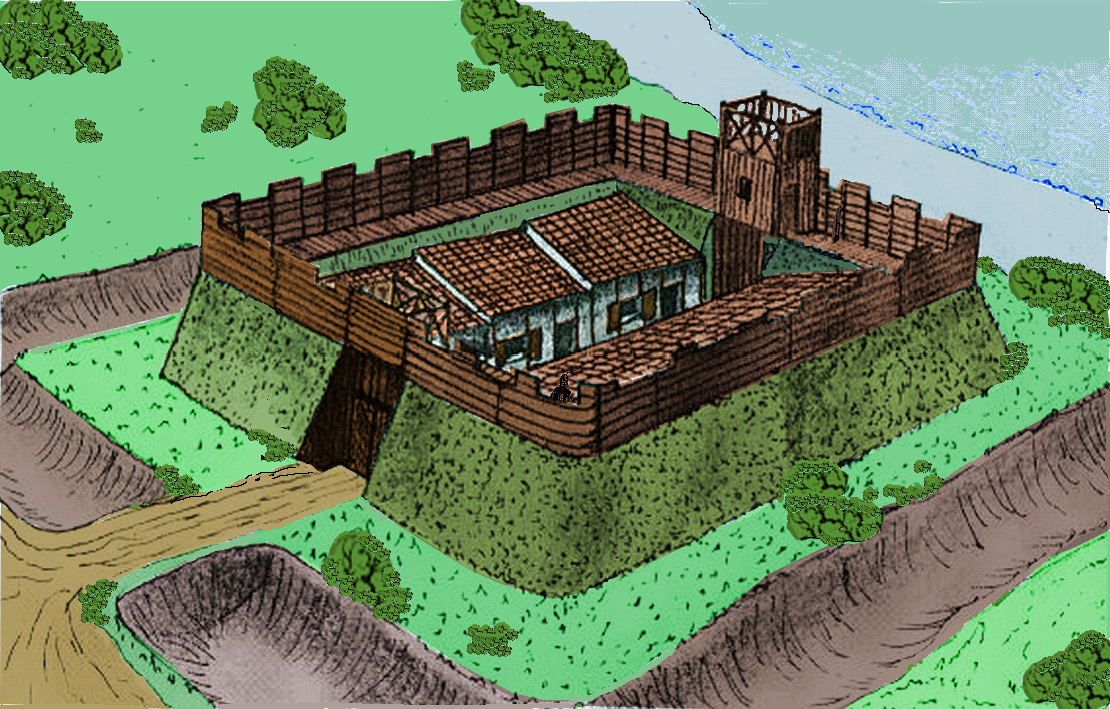
Rekonstruktionsversuch des Kleinkastells 21, Swarthy Hill, an der Küste von Cumbria, 2. Jahrhundert

Kleinkastelle hatten oft nur eine Größe von 300 m². Die Besatzungsstärke schwankte zwischen 12 und 80 Mann. In der Urform gab es nur ein Tor und einen Graben. Der Innenausbau war entweder U-förmig angeordnet, oder bei zwei gegenüberliegenden Toren lagen die Mannschaftsbaracken links und rechts der Straße. Oft waren nicht militärische Gründe für die Anlage solcher Kleinkastelle ausschlaggebend, sondern eine Kontrollfunktion des Menschen- und Warenverkehrs an Eintrittsstellen in das Limesgebiet.

### Burgi
Burgus (lat., Pl. Burgi) oder auch turris ist eine von den Römern entlehnte germanische Bezeichnung für turmartige kleinere Kastelle der Spätantike, die teilweise auch mit einem Außenwerk und umlaufenden Gräben versehen waren. Commodus baute Wachtürme entlang der Grenzen, um deren Beaufsichtigung zu unterstützen. Inschriften zeichnen die Bauarbeiten auf und verzeichnen den Zweck der Türme zur Überwachung von Räuberbanden, die regelmäßig in die nördlichen Provinzen einfielen.

## Einrichtungen in einem Kastell

### Umwehrung aus Holz-Erde-Konstruktionen

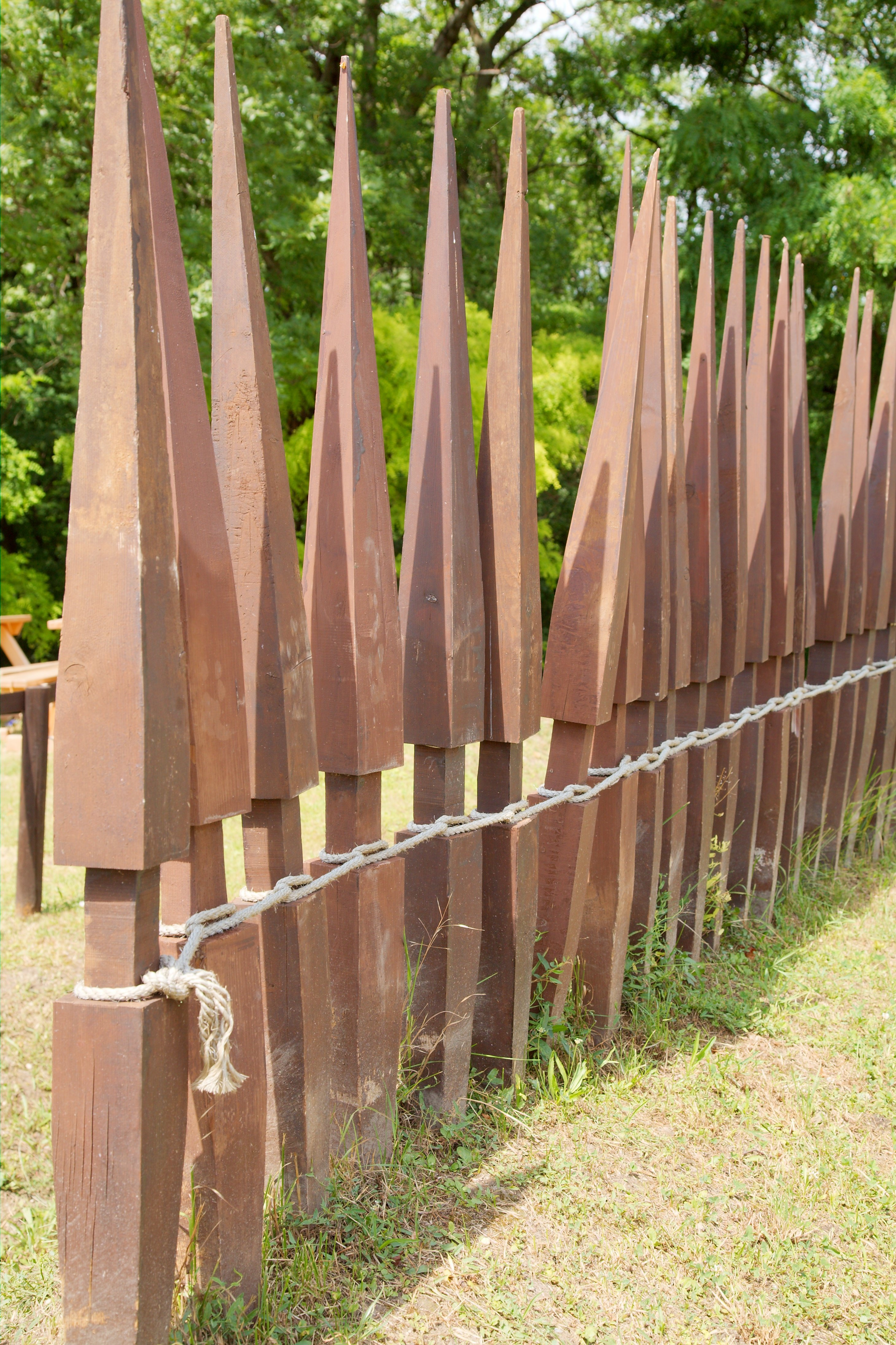
Nachgebaute Reihe von Pila muralia auf einem Erdwall. In Wirklichkeit waren die Pfähle innerhalb einer Einheit wohl nicht so einheitlich, wie hier dargestellt

Mit Wall, Graben, Pfählen und Flechtzäunen schützten sich die Römer in den Marschlagern. Die hölzernen Pila muralia (Mauerspeere), welche neben ihrer Funktion als doppelseitig angespitzte Schanzpfähle auch als Wegsperren hätten eingesetzt werden können, wurden an einigen römischen Garnisonsorten der Kaiserzeit, wie dem Ostkastell Welzheim, in sehr gutem Zustand angetroffen. Ab welchem Zeitpunkt und wie umfassend sich die römische Armee dieser Pfähle bediente, ist unbekannt. Die bisher aufgefundenen Pila sind trotz einer grundsätzlichen Normierung ihres Aussehens teil sehr unterschiedlich gearbeitet. So variierten die Höhen und der Durchmesser teils beträchtlich. Es wird angenommen, dass die aufgefundenen Pfähle mit der Spitze einer Seite in die Wallkronen der Marschlager gerammt wurden.

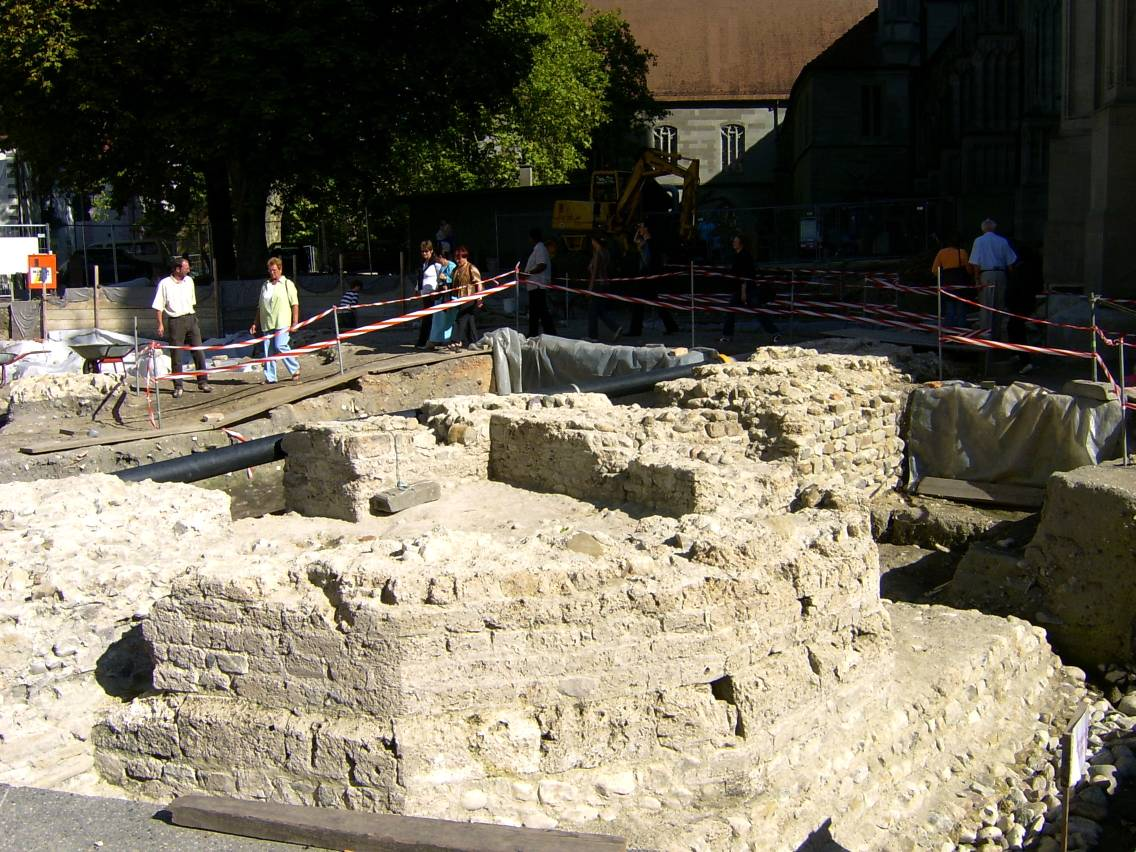
Achteckiger Wehrturm der spätrömischen Festung Constantia (Konstanz)

Insbesondere im 1. Jahrhundert n. Chr. waren auch viele dauerhafte militärische Standorte nicht immer durch steinerne Mauern geschützt. Aufgrund der verschiedenen vor Ort aufgefundenen Verhältnisse haben die Römer diese Lager mit unterschiedlichen Techniken umwehrt, darunter auch Fallgrubenreihen (Lilia). Als stabile und sichere Konstruktion wurde das aus dem altitalischen Städtebau übernommene System von zwei gegenüberliegenden steinernen Mauerschalen verwendet, deren Zwischenraum nachträglich mit festgestampfter Erde verfüllt worden ist. Das römische Militär passte dieses Grundkonzept den jeweiligen Umständen an. So wurden Rasensodenziegel (Caespites) ausgestochen und anstelle der Steinmauern verwendet, andernorts übernahmen unterschiedliche Holzkonstruktionen diese Funktion. Es wurden auch Lehmwälle und senkrechte Rasensodenmauern mit Steinfüllung errichtet, wie am südenglischen Kastell Hod Hill. Eine von vielen Möglichkeiten waren mit Erde verfüllte Trockenmauerschalen, wie sie unter anderem am Kastell Hesselbach (Bauphase B) vorkamen.
All diese Bauten besaßen Brustwehren mit Zinnen aus Holzbalken oder Flechtwerk, die Verteidiger standen auf dem Wall. Zusätzlich waren Wehrtürme oder Wehrplattformen installiert. Um einen sicheren Stand dieser Holz-Erde-Konstruktionen zu gewährleisten, musste für einen standfesten und trockenen Untergrund gesorgt werden. Daher wurden Bettungen aus Reisig, Zweigen, Holzbalken und Steinen eingesetzt. Auch die Wälle selbst konnten durch Holzeinlagen wie Balken, Reisig und Äste versteift werden. Die Aufgänge zu diesen Anlagen konnten Rampen oder Treppen sein.
Die Rekonstruktion eines solchen Kastells wurde 2011 als Limeskastell Pohl eröffnet.

### Tore(Portae)

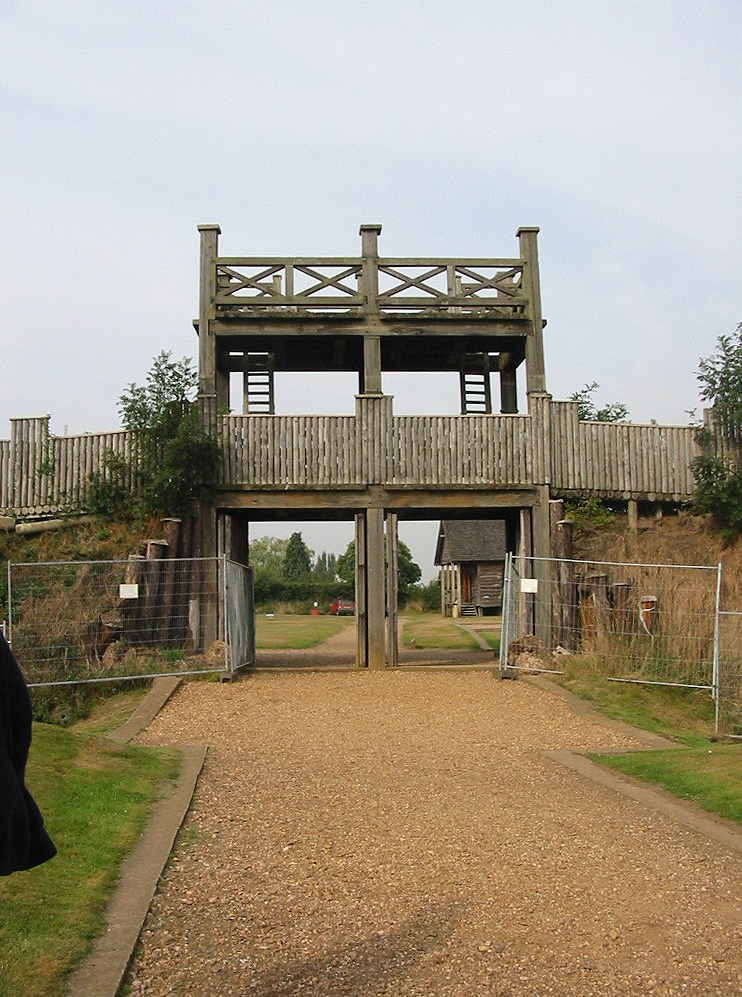
1970 durch die Royal Engineers ausgeführter Rekonstruktionsversuch des Osttores am Kastell Baginton, Großbritannien

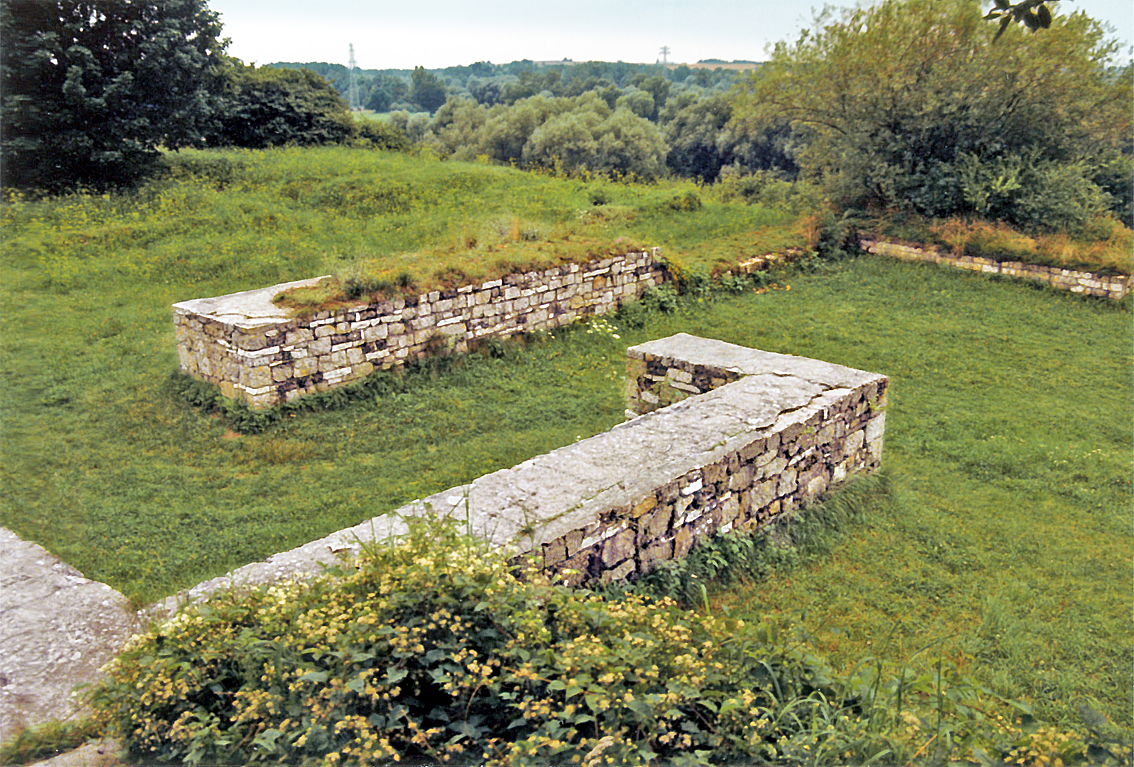
Spätantikes Clavicula-Tor am Kastell Eining

Wie eine Bauinschrift von einem der Tore des tripolitanischen Kastells Gholaia aus dem Jahr 222 bezeugt, brachten die Soldaten bei den Baumaßnahmen große Leistungsbereitschaft auf. Die Bedeutung der hochaufragenden Tore beschreibt der Text aus Gholaia wie folgt: „Wie der Edelstein in Gold gefasst wird, so ziert das Tor das Lager.“
In den Marschlagern wurden keine Tore errichtet. Als Annäherungshindernis war dort in Form von Gräben das Titulum (Schutzgraben) oder die Äußere und Innere Clavicula (eine Art Brustwehr mit kleinem Graben) vor den Zugängen vorgesehen. Torbauten, von denen das römische Lager in der Regel je eines an seinen zwei Flanken und Stirnseiten besaß, wurden erst mit den festeren und festen Kastellen üblich. Diese vier Zugänge besaßen eigene Namen, die sich an jeder Garnison wiederholten. Das dem Feind zugewandte Tor hieß Porta praetoria, der rückwärtige Einlass wurde Porta decumana genannt und die beiden seitlichen Tore hießen Porta principalis sinistra sowie Porta principalis dextra. Im Grundriss ähnelten sich die Torbauten der frühen und mittleren Kaiserzeit. Mit dem Aufkommen neuer Tor- und Kastellformen in der Spätantike, die auch runde, oder mehreckige Türme besitzen konnten, werden die Baumuster der Garnisonen und hölzernen Militärstandorte konstruktionsbedingt deutlich stärker voneinander abgewichen sein. An vielen Standorten der mittleren Kaiserzeit konnte festgestellt werden, dass die Porta decumana als rückwärtiger Aus- bzw. Einlass deutlich kleiner ausgeführt war, als die drei anderen Torbauten.
In ihrer einfachsten Bauausführung, die bei Holz- und Steinkastellen vorkommen kann, wurde auf jegliche Art von Turm verzichtet. Insbesondere Kleinkastelle weisen diese Bauart häufiger auf, doch sind sie speziell auch bei den hölzernen Auxiliargarnisonen mehrfach beobachtet worden, wobei es Varianten gibt. Für die Forschung besteht die Schwierigkeit, festzustellen, ob das ein oder andere Tor einen Turm besessen hat oder nicht. Wenn, dann stand dieser Turm direkt über dem Zugang. Archäologisch nachweisbar sind indes meist nur die Pfostenlöcher, die wenige Erkenntnisse zu dem einstigen Überbau zulassen. Das Gleiche gilt für die in Stein ausgebauten Kastelle. Auch hier geben die Fundamente nur selten Auskunft über das aufgehende Mauerwerk.

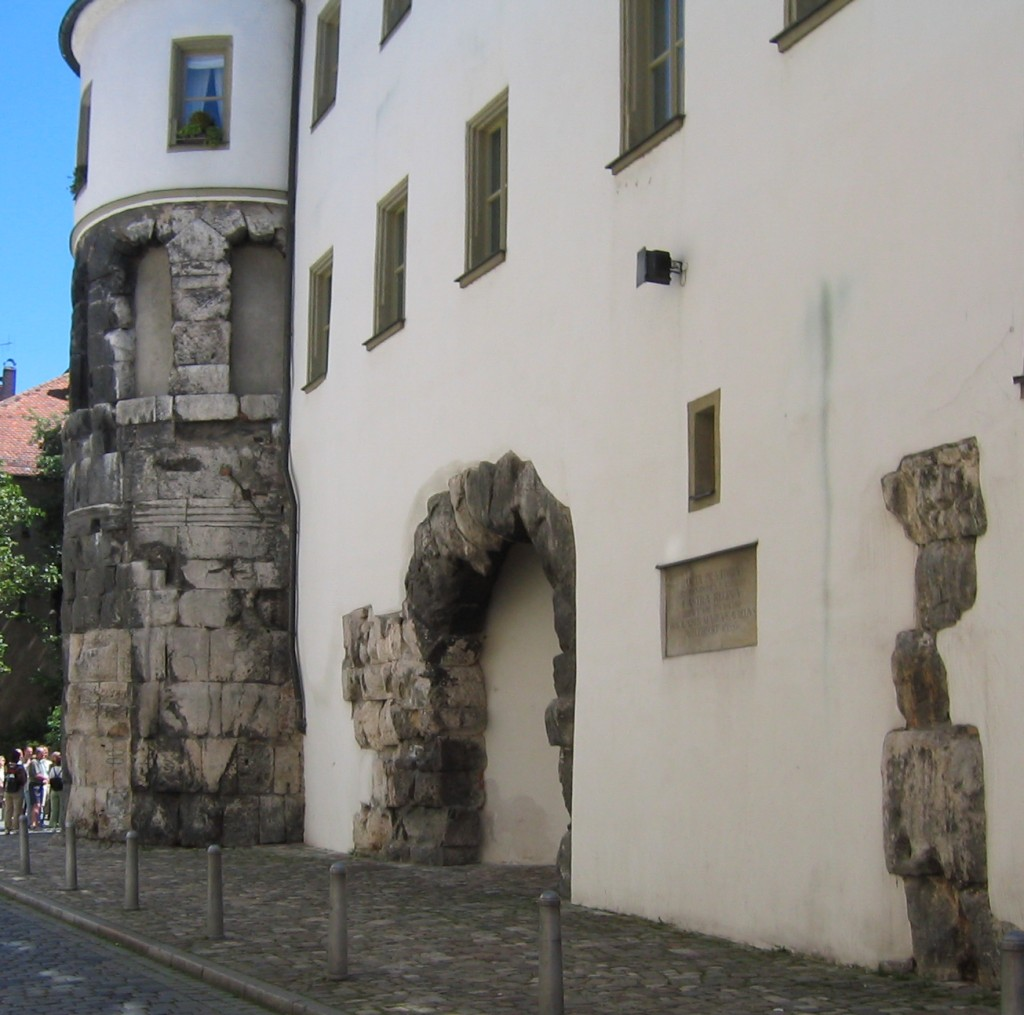
Torturm und Toröffnung der ursprünglich doppelspurigen Porta praetoria, Legionslager Regensburg

Kastell Theilenhofen: Die konkave Krümmung der Porta decumana mit dem eingewölbten Torzugang sowie den zeichnerisch ergänzten Befunden zur Holzbrücke.

Auch bei den hölzernen und steinernen Toren mit quadratischen oder rechteckigen, seitlich flankierenden Türmen können mehrerer Bauarten unterschieden werden. So gab es Torbauten, bei denen die Seitentürme mauerbündig abschlossen, bei anderen sprangen die Türme mehr oder minder weit aus der Kastellmauer hervor. Die letztere Bauweise lässt sich bereits in flavischer Zeit (69–96 n. Chr.) beobachten, bleibt zunächst jedoch seltener und ist zunächst wohl eher ein die Architektur betonendes Element. Erst nach der Mitte des 2. Jahrhunderts werden diese Torturmbauten immer häufiger und massiver befestigt. Ihr stark hervorkragendes Merkmal lässt sich bereits unter Kaiser Commodus (180–192 n. Chr.) nutzen, um seitliche Schießscharten anzubringen, wie dies am Kastell Niederbieber der Fall war. Eine weitere, seltener zu beobachtende Torvariante der mittleren Kaiserzeit ist das U-förmige Tor, wie es auch an Stadttoren eingesetzt wurde. Das bekannteste militärische Beispiel stammt aus der Zeit um 170 n. Chr. und wurde in monumentaler Ausführung als Porta praetoria des Legionskastells Castra Regina (Regensburg) errichtet. Dieses Tor war möglicherweise Vorbild für Nachbauten an anderen rätischen Auxiliarstandorten, wie am Kastell Schirenhof und Weißenburg. Noch seltener ist eine konkave Krümmung, wie sie beim Kohortenkastell Theilenhofen ergraben wurde. Dieser Bau gehört in die antoninische Epoche. Weitere bekannte Beispiele finden sich am Legionslager im österreichischen Carnuntum und im Legionslager Lambaesis in Algerien.

Rekonstruktionsversuch nach Dietwulf Baatz: Porta Praetoria am Kastell Hesselbach, Innenansicht der Umwehrung C (zwischen 140 und 150 n. Chr.) mit Türsturzlünetten

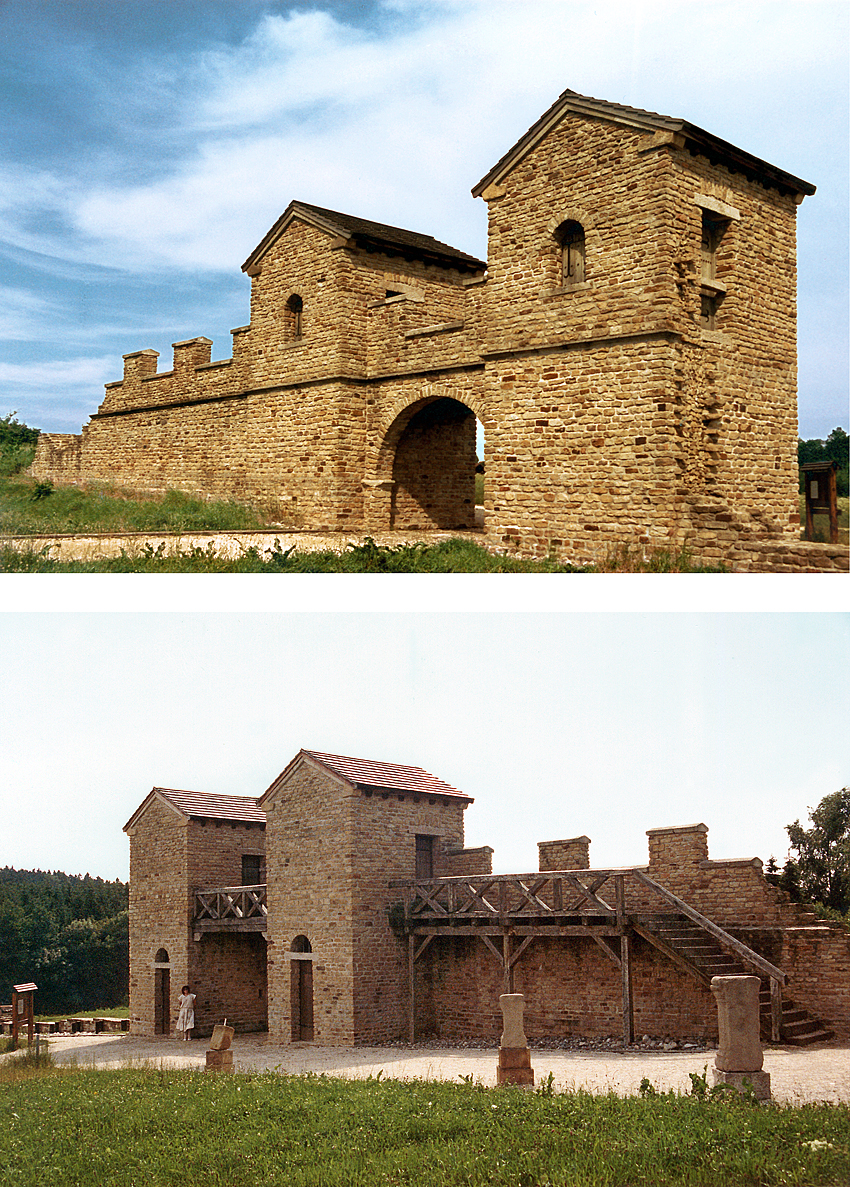
Die rekonstruierte Porta praetoria des Ostkastells in Welzheim am Limes; eine der wenigen wissenschaftlich geleiteten Rekonstruktionen der 1980er Jahre an der ehemaligen römischen Grenze

Rekonstruktionsversuch der Porta praetoria am bayerischen Kastell Pfünz nach Vorstellung von Fischer (2008) und Angaben aus Johnson/Baatz (1987), entstanden in den Jahren des Kaisers Antoninus Pius (138–161)

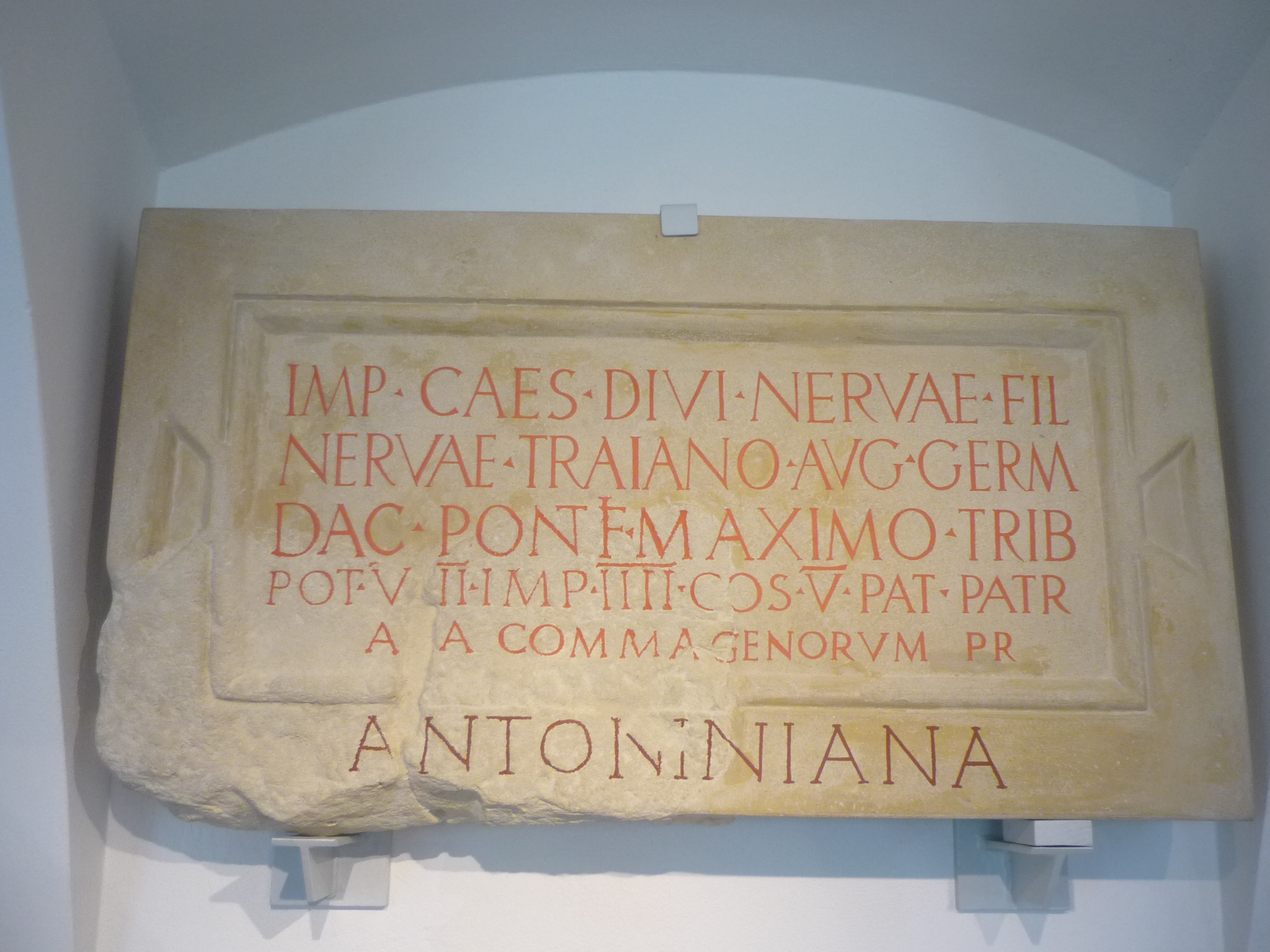
Bauinschrift vom Donaukastell Comagena (Tulln) in Österreich

Bei allen Varianten waren ein- oder zweispurige Zufahrten möglich. Über der überwölbten Zufahrt befand sich der ein- oder zweigeschossige Wehrgang. Dieser konnte überdacht, mit Fenstern oder offen, mit Brüstung und Zinnen ausgeführt sein. Auch die zumeist wohl mindestens zweigeschossigen Türme waren der Witterung entsprechend überdacht oder mit einem Zinnenkranz ausgestattet. Die Dachdeckung konnte mit Tonziegeln und Schieferplatten geschehen. Nicht nachzuweisen, aber beispielsweise bei leichteren Türmen durchaus denkbar sind Holzschindeln oder Reetdächer. Doch auch bei fest ausgebauten Militäranlagen fehlen häufig Ziegel- oder Steinschindeln, so dass auch hier mit einer alternativen, vergänglichen Dachdeckung zu rechnen ist. Aufgrund von noch aufrecht stehenden Kastelltoren beziehungsweise Zeichnungen, die frühe Forscher von damals noch besser erhaltenen Toren angefertigt haben sowie anhand von Befunden, die im gesamten ehemaligen römischen Reichsgebiet zusammengetragen wurden, lässt sich heute ein relativ klares Bild der grundsätzlichen Torgestaltung gewinnen, wenn auch viele Einzelheiten zu den Details an den meisten Garnisonsplätzen für immer unbekannt bleiben werden. Ausgesprochen häufig setzten die Römer beim Bau von Fensteröffnungen den Bogen ein. Er kann bei etlichen Torbauten durch den Fund von Keilsteinen nachgewiesen werden. Eine architektonische Eigenheit der Wehrbauten am Main und am Odenwaldlimes war die bogenförmige Betonung der Maueröffnungen durch steinerne Fenster- oder Türsturzlünetten. Das dazugehörige Fenster oder die entsprechende Türe hatten in dieser Region an ihrem Scheitelpunkt einen waagrechten Abschluss über dem eine halbkreisförmige, verzierte Lünette eingemauert war. Auch am nordenglischen Kastell Birdoswald wurden solche Lünetten im Schutt der Lagertore ergraben. Unter dem reichhaltigen Architekturmaterial, das bei den archäologischen Untersuchungen vielfach entdeckt wird, sind sehr häufig Gesimse, welche die Wehrmauer und Tore waagrecht untergliederten, sowie teils verzierte Fenster- und Türstürze, die einen Blick auf gestalterische Eigenheiten unterschiedlicher Garnisonsplätze preisgeben. Am Legionslager Bou Njem im heutigen Libyen, war der oberste Keilstein an der einspurigen Nordzufahrt mit einem römischen Adler verziert. Ein wichtiges Element, das sich nicht nur an den Hauptzufahrten fand, war die oft monumentale Bauinschrift aus der mindestens hervorging, unter welchem Kaiser und von welcher Truppe der Bau ausgeführt worden war. Häufig fand häufig die Nennung des Truppenkommandeurs, des Statthalters und manchmal sogar die der jeweils amtierenden Konsuln statt, durch die eine jahrgenaue Datierung der Inschrift möglich wird. Damit erhält die Forschung den Zeitpunkt für die Errichtung des jeweiligen Steinbaus. Diese Inschriften waren in der Regel mittig über den Bögen der Zufahrt eingelassen. Die Torbauten wie die gesamten Wehrmauern eines Kastells waren zumindest sehr häufig weiß verputzt. Um ein besonders imposantes Aussehen vorzutäuschen, wurden auf diesen Putz regelmäßige, größere Quadersteine durch Einritzungen in den Putz imitiert. Diese Ritzungen wurden dann mit roter Farbe nachgezogen. Am Kastell Ellingen konnte nur ein einfacher weißer Verputz festgestellt werden, wobei es die Ausgräber jedoch offenließen, ob nicht doch ein roter Fugenstrich vorhanden war. Die Inschriften waren mit leuchtend weißem Stuck überzogen, wobei die vertieften Buchstaben und Zahlen ebenfalls mit Rot ausgefüllt wurden. In einigen Kastellen am Obergermanisch-rätischen Limes, sowie entlang der Donaugrenze wurden zumeist aus dem Verbund gerissene vergoldete Metallbuchstaben gefunden, die häufig mit dem Besuch Kaiser Caracallas an der Reichsgrenze in Verbindung gebracht werden, der 213 n. Chr. stattfand. Daher ist bekannt, dass es auch in dieser Form Ehren- und Bauinschriften gegeben hat. Die Zugänge zu den Steintürmen waren stets ebenerdig und konnten sich an der Turmrückseite oder an deren Flanke unter der Tordurchfahrt befinden. Von ihren aus gelangten die Soldaten nicht nur in die oberen Stockwerke, denn das Erdgeschoss diente auch als Aufenthaltsraum für die Torwache.
Am Ende des 3. Jahrhunderts, zu Beginn der Spätantike, lassen sich gänzlich neue festungstechnische Konzeptionen für die festen römischen Militärstandorte nachweisen. Bereits zu dieser Zeit wurden die neuen Normen selbst in weit entfernten Provinzen umgesetzt, wie die runden Tortürme der südenglischen Kastelle an der Sachsenküste zeigen.

### Stabsgebäude(Principia)

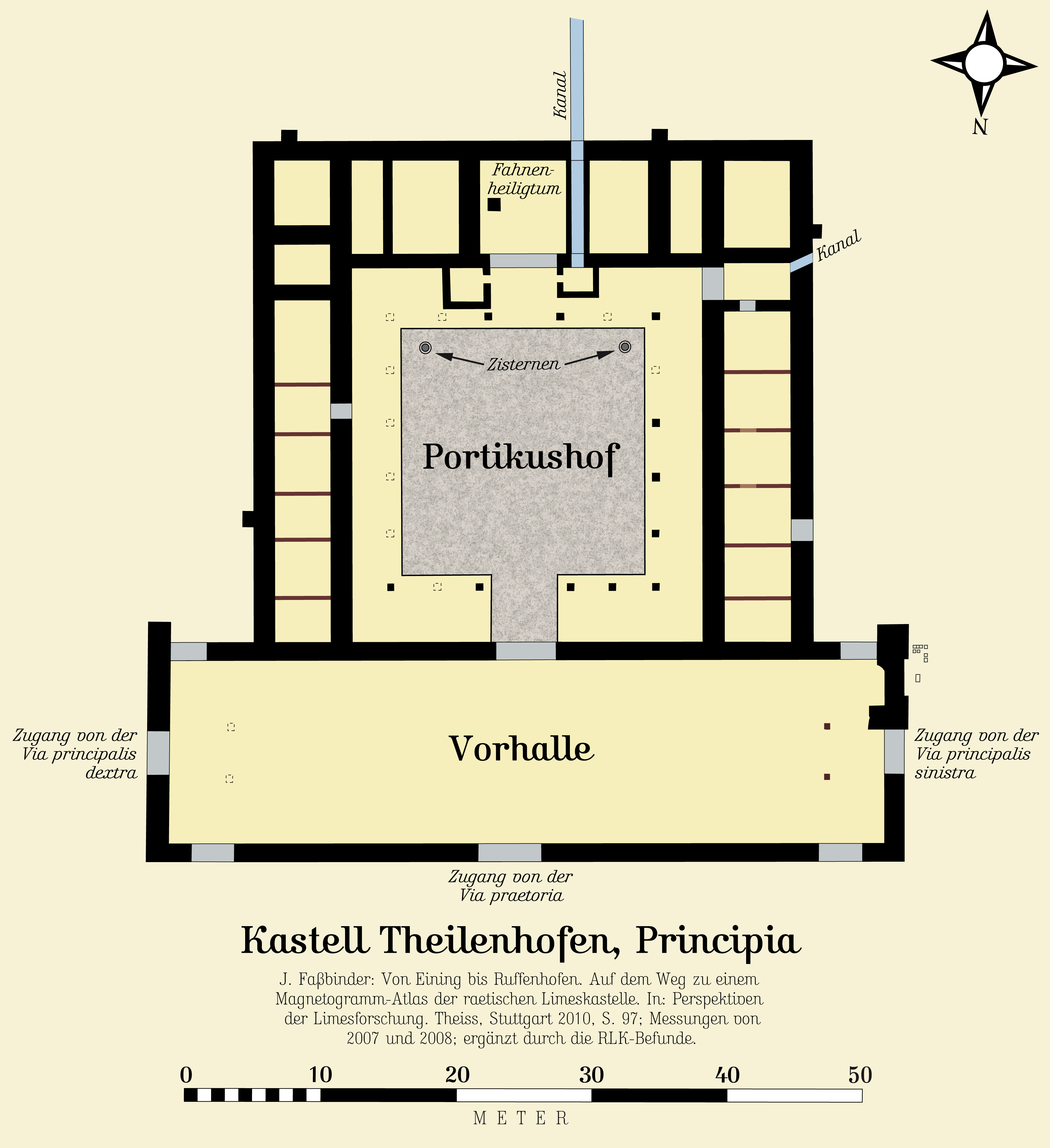
Die Befunde der Magnetometermessungen 2007 an den Principia von Theilenhofen in Kombination mit Ergebnissen der Altgrabung. Erkennbar sind bauliche Merkmalen der Zeit vor und nach der Mitte des 2. Jahrhunderts n. Chr.

Die Principia (Mehrzahlwort) waren das verwaltungsmäßige und religiöse Zentrum an fast jedem befestigten militärischen Standort. Von der Mitte des 1. Jahrhunderts v. Chr. bis zum Beginn der Spätantike folgte ihr Aufbau einem standardisierten Grundrissschema. Durch seine Lage am Schnittpunkt der wichtigsten Straßenachsen eines Kastells wird die Bedeutung dieses Gebäudekomplexes unterstrichen. In der Literatur wird daher auch das Wort Mittelgebäude für dieses Bauwerk verwendet. Das Aussehen dieser Mittelgebäude war in den Jahrhunderten einer Vielzahl von Veränderungen unterworfen.

### Wohnhaus des Kommandanten(Praetorium)
Auf Feldzügen war der Kommandeur eines römischen Heeres in einem Zelt untergebracht, das inmitten des Marschlagers aufgestellt wurde. Dieses Zelt wurde als Praetorium bezeichnet. In den dauerhafteren Lagern der späten Republik, wie sie besonders durch die Eroberungszüge in Spanien bekannt geworden sind, entwickelte sich daraus das Wohnhaus des Kommandeurs, das damals noch mit den Principia verbunden war. Möglicherweise fand die letztendliche Trennung dieser beiden Baueinheiten erst in der frühen Kaiserzeit statt. In Feldlagern blieb diese Einheit jedoch weiterhin gewahrt, wie der Befund des Lagers B der Umschließung von Masada zeigt (72/73 n. Chr.). Vom Grundriss her orientierte sich das kaiserzeitliche Praetorium zumeist an der Architektur traditioneller italischer Wohnbauten im Stil der Peristylhäuser. Diese Architektur war schon vor der römischen Epoche im städtischen Wohnbau des östlichen Mittelmeerraumes beheimatet gewesen. In den meisten Fällen gruppierten sich vier reichlich Platz bietende Flügel um einen länglich-rechteckigen bis quadratischen Portikushof. Dieses Schema wurde nicht nur bei den in Steinbauweise errichteten Kommandantenhäusern verwirklicht, sondern findet sich auch bei den Holz-Erde-Kastellen. In den meisten Hilfstruppengarnisonen der frühen und mittleren Kaiserzeit war das Praetorium in der Latera praetorii, dem Mittelstreifen eines Kastells nahe dem Stabsgebäude zu finden. Waren bereits den augusteiischen Legionslagern Peristylhäuser für die Tribunen bekannt, finden sie sich an den Standorten der Auxiliare erstmals während der Regierungszeit des Kaisers Claudius (41–54 n. Chr.), so in den Kastellen Hofheim am Taunus und Oberstimm. Viele spätantike Militärstandorte verzichteten auf ein spezielles Wohnhaus für den Kommandanten beziehungsweise es lässt sich aufgrund der individuellen Strukturen dieser Anlagen nicht eindeutig identifizieren. Doch hält sich das Peristylhaus in den Kastellen bis ins 4. Jahrhundert. Im rumänischen Kastell Dinogetia haben sich bauliche Strukturen des ausgehenden 3. oder frühen 4. Jahrhunderts erhalten, die einer früh- und mittelkaiserzeitlichen Kommandantenvilla entsprechen. Ähnliches wurde im Kastell Caernarfon, Wales, vorgefunden.
Unbekannt ist, wie viele Menschen der Haushalt des Kommandeurs neben der Dienerschaft umfasste. War es unter Augustus selbst hohen Offizieren nicht gestattet, ihre Gattinnen mit in die Garnisonen zu nehmen, wurde dieses Verbot für die Befehlshaber später gelockert und aufgehoben. Viele Frauen mögen ihren Männern dennoch nicht direkt in die Kastelle der Grenzregionen gefolgt sein, andere wohnten möglicherweise in etwas weiter entfernten größeren Ansiedlungen oder in besser ausgebauten Lagerdörfern, die einem gehobenen Anspruch genügten. Zeugnisse von Familien sind jedoch sehr selten. So starb die junge Frau des Publius Crepereius Verecundianus, eines Kohortenpräfekten des limesnahen Kastells Pfünz, in der etwas weiter südlich gelegenen Siedlung Nassenfels. Im nordenglischen Kastell Birdoswald am Hadrianswall gibt ein Grabstein vom Anfang des 3. Jahrhunderts Aufschluss über die Anwesenheit der Familie des Tribuns Aurelius Iulianus am Garnisonsort. Er wurde für dessen einjährigen Sohn errichtet. Die gelegentlich in Abfallgruben und aufgelassenen Brunnen der Kastelle zu findenden Schuhe von Frauen und Kindern, beispielsweise im Ostkastell von Welzheim, sind kein Nachweis für Offiziersfamilien in den Kastellen. Sie zeugen lediglich vom Leben in den Lagerdörfern.
Das eher privat gestaltete Praetorium hält sich in vielen Fällen nicht ganz so genau an die rasterartigen Vorgaben eines Kastells der mittleren Kaiserzeit. Einige besaßen unregelmäßigere Grundrisse mit opulenten Bädern wie im schottischen Kastell Mumrills am Antoninuswall, andere versuchten sich mit einer Arkadenfront zur Straße hin ganz in geradliniger architektonischer Strenge wie in Oberstimm. Reste von bemaltem Wandverputz, Steinestrichböden (Opus signinum) und Fensterglasbruchstücke sowie Unterflur- und Wandheizungen zeugen vom Komfort, den sich auch die Kommandeure der Hilfstruppenkastelle leisteten. Im nordenglischen Kastell Bewcastle am Hadrianswall hatten die Handwerker sogar profilierte Marmorplatten verarbeitet. Einige Praetorien besaßen Anbauten mit Wirtschaftshöfen, die Ställe, Scheunen und Schuppen umfassten, andere grenzten an Gärten. Als frühestes Beispiel für ein Kommandantenhaus mit Anbau gilt ebenfalls Kastell Hofheim während der Mitte des 1. Jahrhunderts n. Chr.

### Getreidespeicher(Horreum)

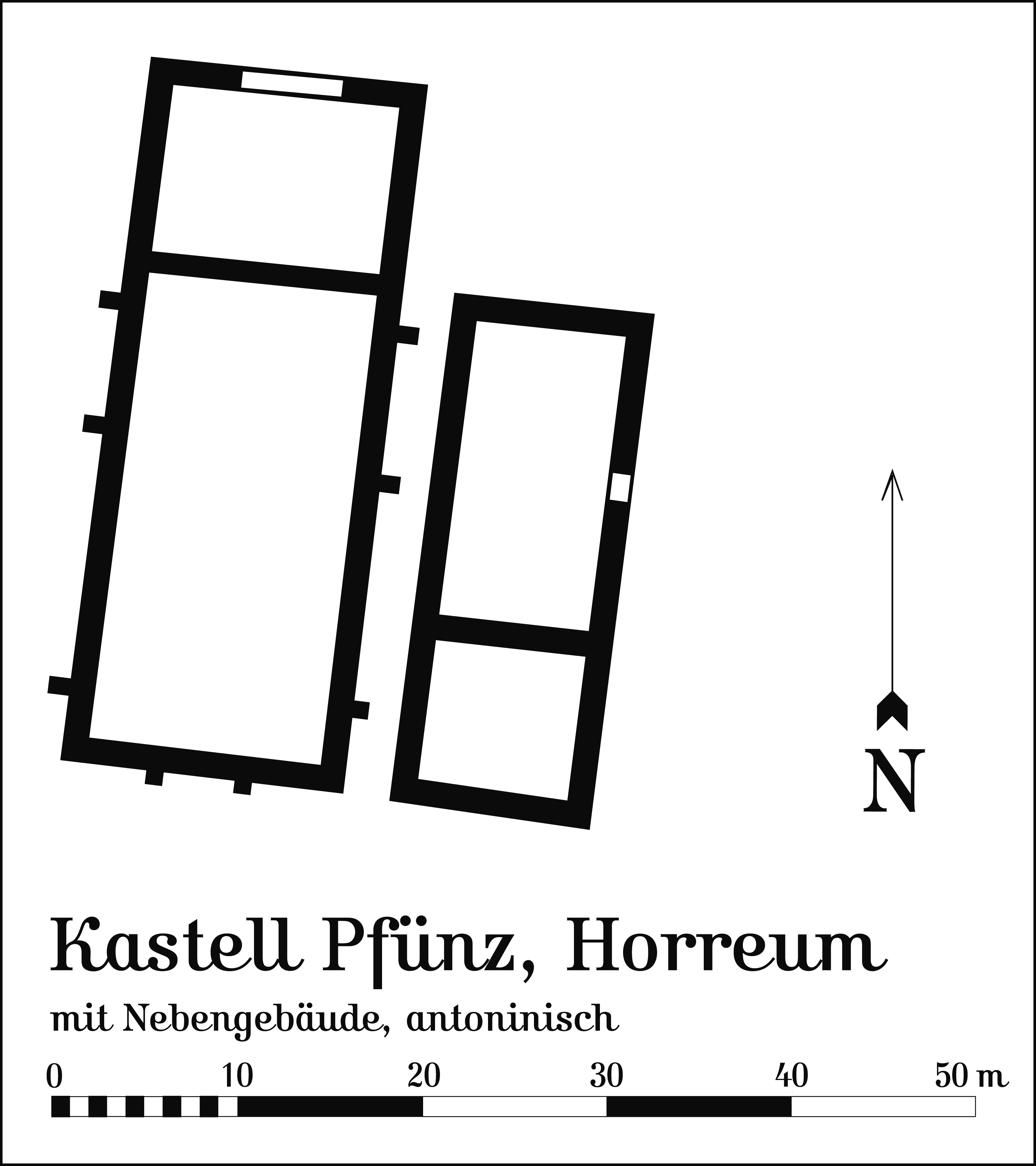
Antoninisches Horreum des Kastells Pfünz mit Nebengebäude unbekannter Nutzung. Der Speicher war zweigeteilt, die hölzernen Pfeiler, auf denen der Fußboden lag, wurden bei dieser Altgrabung nicht erkannt.

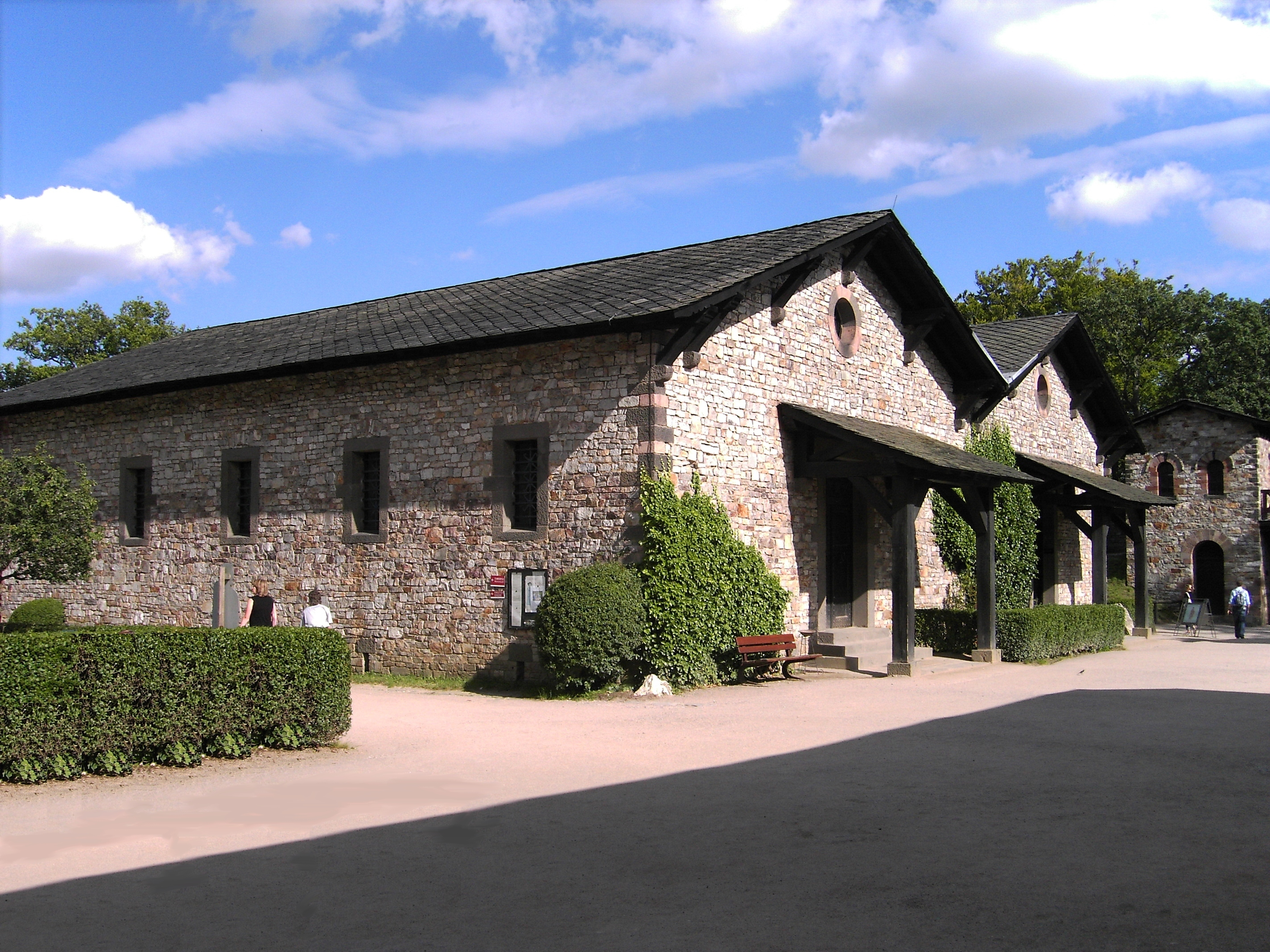
Doppelhorreum im Saalburgmuseum. 1906 nach damaligem Forschungsstand rekonstruiert. Das Gebäude war in der Antike verputzt und besaß statt der heute angebrachten Steintreppen wahrscheinlich hölzerne, überdachte Laderampen.

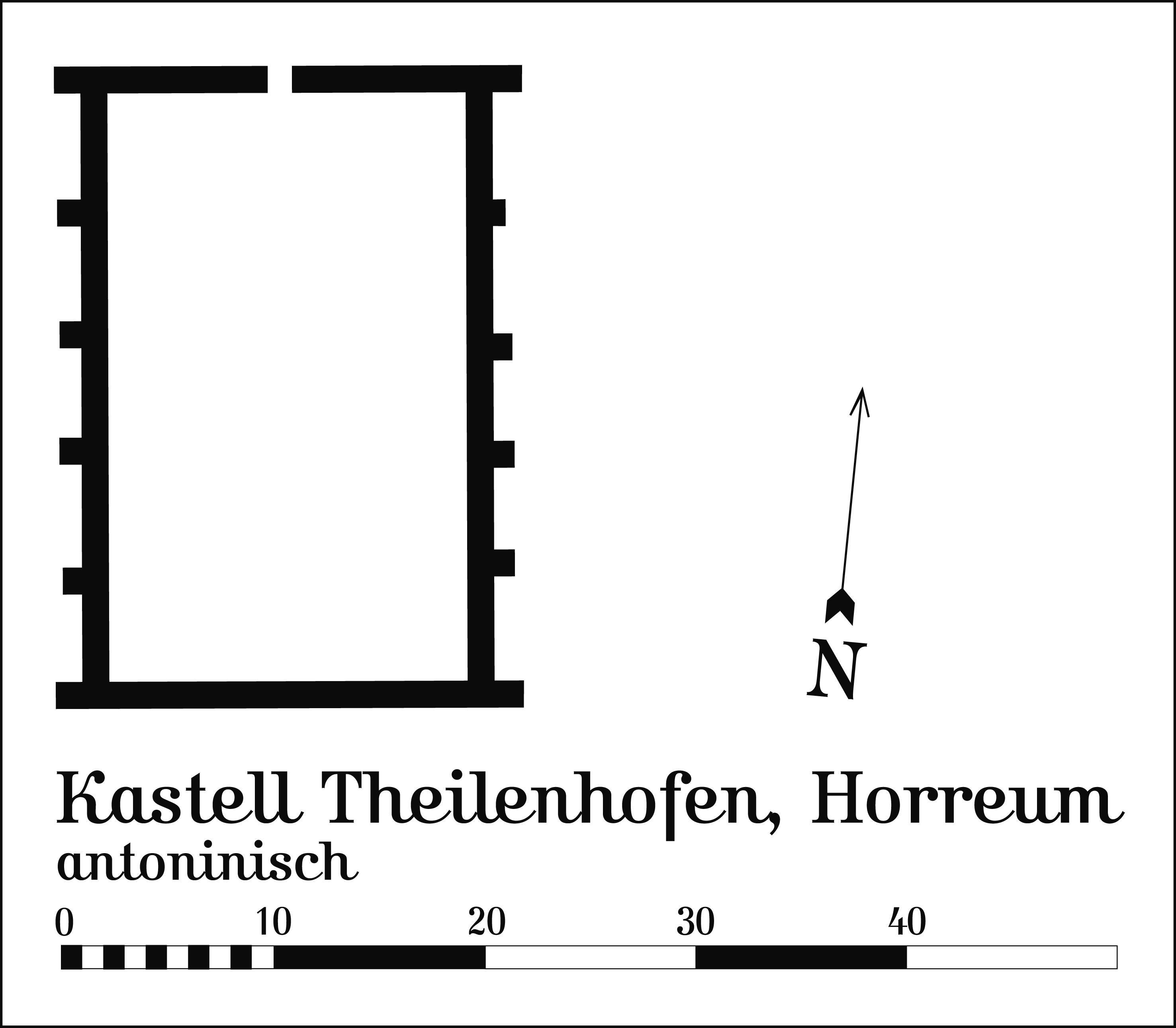
Antoninisches Horreum des Kastells Theilenhofen mit starken Wandvorlagen. Die hölzernen Pfeiler, auf denen der Fußboden lag, wurden bei dieser Altgrabung ebenfalls nicht erkannt.

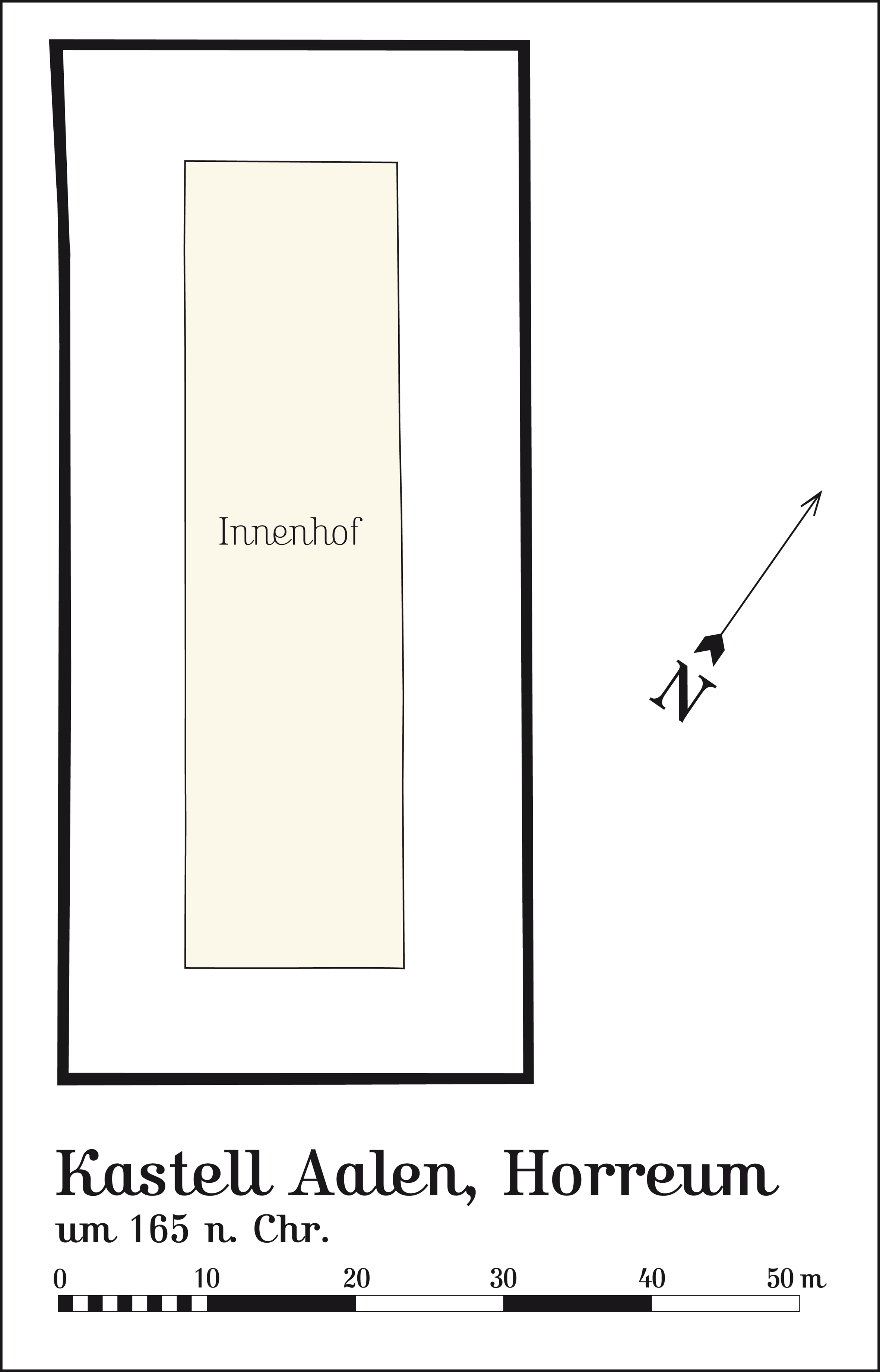
Horreum des Kastells Aalen vom Hoftypus, um 165 n. Chr. Die möglichen Trennwände im Inneren waren wie der Fußboden wohl aus Holz und sind vergangen.

An den meisten festen größeren Kastellplätzen der Kaiserzeit konnten Getreidespeicher aufgedeckt werden. Auch in der Spätantike sind diese Bauten für die Archäologie anhand ihres typischen Aussehens noch nachweisbar. Die Horrea standen meist auf dem Mittelstreifen (Latera praetorii) eines Kastells, in einigen Fällen auch im angrenzenden Bereich der Retentura, der rückwärtigen Lagerzone, an der Via quintana. Ein Merkmal der Speicherbauten ist ihre häufige Nähe zu den Principia; an manchen militärischen Standorten des 2. Jahrhunderts n. Chr. sind in diesem Zusammenhang bauliche Verdichtungen zu beobachten, bei denen das Horreum mit dem Stabsgebäude fast zu einer Einheit verschmilzt. Da in der Spätantike aufgrund der baulichen Individualisierung der Garnisonen vielfach keine Kommandanturen oder Verwaltungstrakte mehr zweifelsfrei nachzuweisen sind, kann zu diesem Punkt keine eindeutige Aussage mehr gemacht werden. Manche Lager besitzen nur einen Getreidespeicher, andere zwei oder mehr. Speziell in Versorgungslagern kann fast der gesamte Kastellbereich von Horrea bebaut sein und nur noch ein kleiner Abschnitt für Unterkünfte und Verwaltung freistehen, wie im nordenglischen Lager South Shields, das unter Kaiser Septimius Severus (193–211 n. Chr.) ausgebaut wurde. In einigen Lagern kommen Doppelhorrea vor, wie im Kastell Niederbieber. In der Pfünzer Garnison befand sich einer der Getreidespeicher sogar vor den Toren des Lagers.
Es lassen sich zwei grundsätzliche zwei Arten von Horrea unterscheiden. Den bekanntesten und häufig genutzten Typus des länglich-rechteckigen Steinbaus mit meist kräftigen Wandvorlagen und Holzfußböden, die von steinernen oder hölzernen Pfeilern oder Mauerunterzügen über dem Bodenniveau getragen wurden sowie den sogenannten Hoftypus, bei dem sich die Räume um einen rechteckigen Innenhof gruppieren, wie dies beispielsweise am Kastell Aalen nachgewiesen wurde. Daneben waren auch hölzerne Getreidespeicher bekannt. Wie sich bei besser erhaltenen Horrea zeigte, war dem oftmals an der Via principalis liegenden Eingang dieser Bauten eine hölzerne Laderampe vorgelagert, die offensichtlich durch das weit vorgezogene Dach des Gebäudes vor Regen geschützt blieb. Das Dach wurde von hölzernen Ständern oder von Steinsäulen in Form eines Portikus getragen, wie dies am Kastell Corbridge in Northumberland nachgewiesen wurde. Dort haben sich auch die steinernen Grundmauern des Speichers hervorragend erhalten. Dadurch konnte festgestellt werden, dass es in regelmäßigen Abständen schmale länglich-hohe Lüftungsöffnungen gegeben hat, die nochmals mittig durch einen einfachen Steinpfeiler unterteilt worden sind. Stattdessen konnte es auch hölzerne und eiserne Gitter an diesen Unterflurbelüftungen geben. Sinn der Belüftung des gelagerten Getreides war es, das Schüttgut so trocken wie möglich zu halten, um es längerfristig lagern zu können. Die erhöhte Lage über dem Erdboden schütze auch vor Schädlingen. Das Getreide wurde offen in die Horrea geschüttet, weshalb auf den Wänden ein besonders hoher Druck lag, der durch die Wandvorlagen abgefangen wurde.

### Latrinen

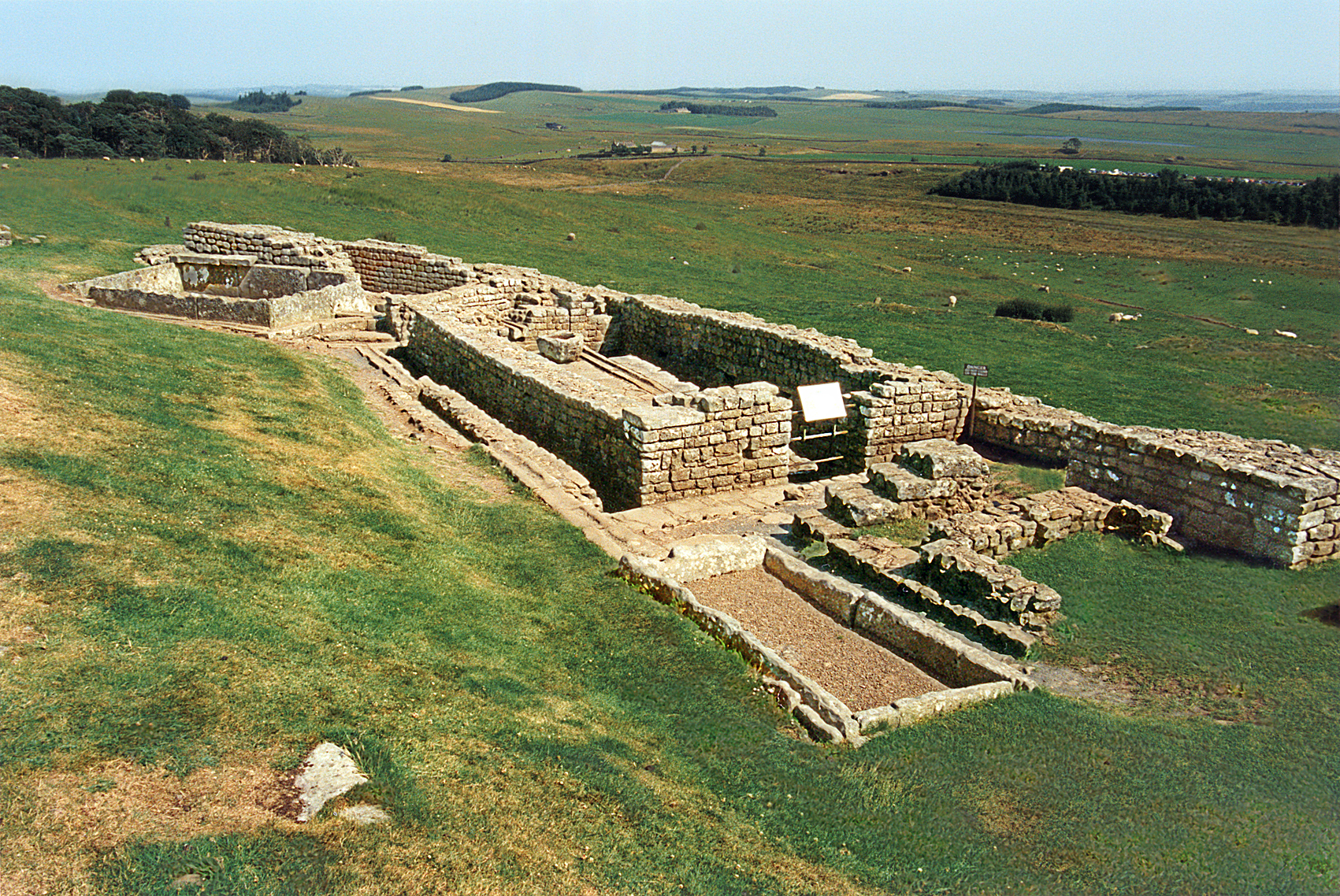
Mannschaftstoilette im nordenglischen Kastell Housesteads am Hadrianswall. Im Hintergrund ist der Spülwasserbehälter zu sehen.

Um unter anderem ein gesundes Umfeld an den Garnisonsorten zu schaffen, hat das römische Militär versucht, die aus Italien bekannten sanitären Maßstäbe auch an den entlegensten Orten des Reiches zu verwirklichen. Bis ins 20. Jahrhundert führten auch in den Industriestaaten Seuchen zu verheerenden Bevölkerungsverlusten. Mangelnde Hygiene hat weltweit ganze Armeen geschwächt, Krankheiten haben Völkerschaften dezimiert. Diese Gefahren galt es zu minimieren, um die römischen Soldaten stets schlagkräftig zu halten. Ein wichtiger Aspekt war daher die Entsorgung der Fäkalien. Der gesonderte Umgang mit den Exkrementen war in einer Zeit, als nicht unwesentliche Teile der Bevölkerung aufgrund fehlender Medikamente an Darmparasiten litten, besonders wichtig. Dabei wurde an etlichen Kastellplätzen versucht, mithilfe von Kanalsystemen Spülwassertoiletten einzurichten, die ein manuelles Ausräumen der Aborte minimierten beziehungsweise unnötig machten.
Während die Offiziere zumeist eigene Latrinen besaßen, musste sich die Truppe mit Mannschaftstoiletten begnügen. Der Nachweis dieser Einrichtungen ist in der Vergangenheit nicht immer gelungen, trotzdem geht die Forschung von einer relativ vereinheitlichten Toilettenkultur an den Kastellplätzen aus, wenn auch in den kurzfristigen Feldlagern aber auch an den in Stein befestigten Militärposten vielfach nur oder zumindest teilweise mit einfachen Aborten in Form der „Donnerbalken“ zu rechnen ist, wie man sie bis in die Gegenwart kennt. Beim römischen Militär wurde zu diesem Zweck eine längliche Grube in den Boden eingelassen und ein einfacher Holzbau mit Sitzgelegenheiten und Überdachung darüber gestellt. Nachdem die Grube verfüllt war, musste eine neue ausgehoben und die alte zugeworfen werden. Diese Art der Latrinen stand vorzugsweise dicht hinter den Umwehrungen an der Lagerringstraße (Via sagularis). Ihr Nachweis gelang beispielsweise am Kastell Künzing anhand der vertorften Grubenfüllung. Der dort untersuchte Abtritt war 1,4 Meter tief, 14 Meter lang und zwei Meter breit. Der Rauminhalt zeigt, dass dieser „Donnerbalken“ viele Jahre in Betrieb geblieben ist. Pfostenlöcher deuten auf den hölzernen Oberbau hin. Es konnte festgestellt werden, dass die Besatzung des Kastells trotz der allgemeinen Hygienemaßnahmen erheblich mit dem relativ harmlosen Peitschenwurm Trichuris trichiura verseucht gewesen sein muss. Nur in größeren Mengen führt dieses auch heute noch recht häufig vorkommende Tier zu Durchfall und Blutungen, in äußerst seltenen Fällen gar zu Darmverschluss. In den Kopfbauten der Mannschaftsbaracken, die von den Zenturionen und eventuell auch anderen Offizieren bewohnt worden waren, befand sich deren Privattoilette. Die Entsorgung dieser Einrichtungen geschah häufig über holzverschalte Kanäle. Diese mündeten in kurzfristigeren Holz-Erde-Lagern häufig in Sickergruben, besser ausgebaute Toiletten besaßen eine abwassergespülte Kanalisation. Diese konnte auch an die Gemeinschaftslatrinen angeschlossen sein. Voraussetzung für eine funktionsfähige Spülung war eine gewisse Hanglage des Kastells, wobei die Mannschaftstoilette, die am meisten Wasser benötigte, am tiefsten Punkt liegen musste. Im südholländischen Kastell Alphen aan den Rijn (Albaniana) wurde eine frühe Fachwerkbaracke aus der Mitte des 1. Jahrhunderts ergraben, in der sich der rechteckige, 0,9 × 2,5 Meter große Toilettenraum des Zenturios mit kanalisiertem WC erhalten hatte. Gleichartige Latrinen wurden auch im Kastell Valkenburg (Praetorium Agrippinae) ergraben. Die Zenturionentoilette aus Alphen aan den Rijn enthielt Reste des Kornwurmes, der teilweise das Getreide der Einheit befallen haben muss. Während des Mahlvorgangs war er zerrieben worden und kam so in die Nahrungskette. Außerdem fanden sich tausende Eier des Peitschenwurms, des Spulwurms und in erheblich geringerem Maße des Bandwurms. In der frühkaiserzeitlichen Latrine des Schweizer Kastells Zurzach wurde zusätzlich der Rinderbandwurm gefunden. Hingegen trafen die Ausgräber im Kastell Ellingen nur auf den Peitschenwurm.
Eine besonders aufwendige Spültoilette besaßen die Mannschaften des nordenglischen Kastells Housesteads am Hadrianswall im 2. Jahrhundert n. Chr. Die in hadrianischer Zeit erbaute, mindestens zweiperiodige rechteckige Latrine mit zwei gegenüberliegenden hölzernen Sitzreihen war gänzlich in Stein ausgebaut und besaß an ihrer Rückseite einen großen, viereckigen Wassertank mit dessen Hilfe die Spülung gewährleistet wurde. Das Brauchwasser floss anschließend in den unterhalb gelegenen Kastellgraben. Vor den Sitzen befand sich am Boden eine in die Steinfliesen eingelassene flache Rinne, die Frischwasser führte. Sich bückend, konnten darin die Schwämme eingetaucht und gereinigt werden, die anstelle von Toilettenpapier verwendet wurden. Die mittig in der Latrine zwischen den gegenüberliegenden Sitzreihen befindlichen beiden Handwaschbecken wurden ursprünglich von einer Druckwasserleitung gespeist. Ähnliche WC-Anlagen wurden unter anderem im Kastell Saalburg und im Kastell Großkrotzenburg am Main gefunden. Solch komfortable sanitäre Anlagen, wie bei der römischen Armee, hat wohl kein Heer vor dem 20. Jahrhundert wieder besessen. Aus dem Dienstplan einer Legionsabteilung in Ägypten vom 2. Oktober 87 n. Chr. geht hervor, dass der Soldat M. Longinus A … zum Toilettenreinigen abkommandiert worden ist.

### Kastellbäder

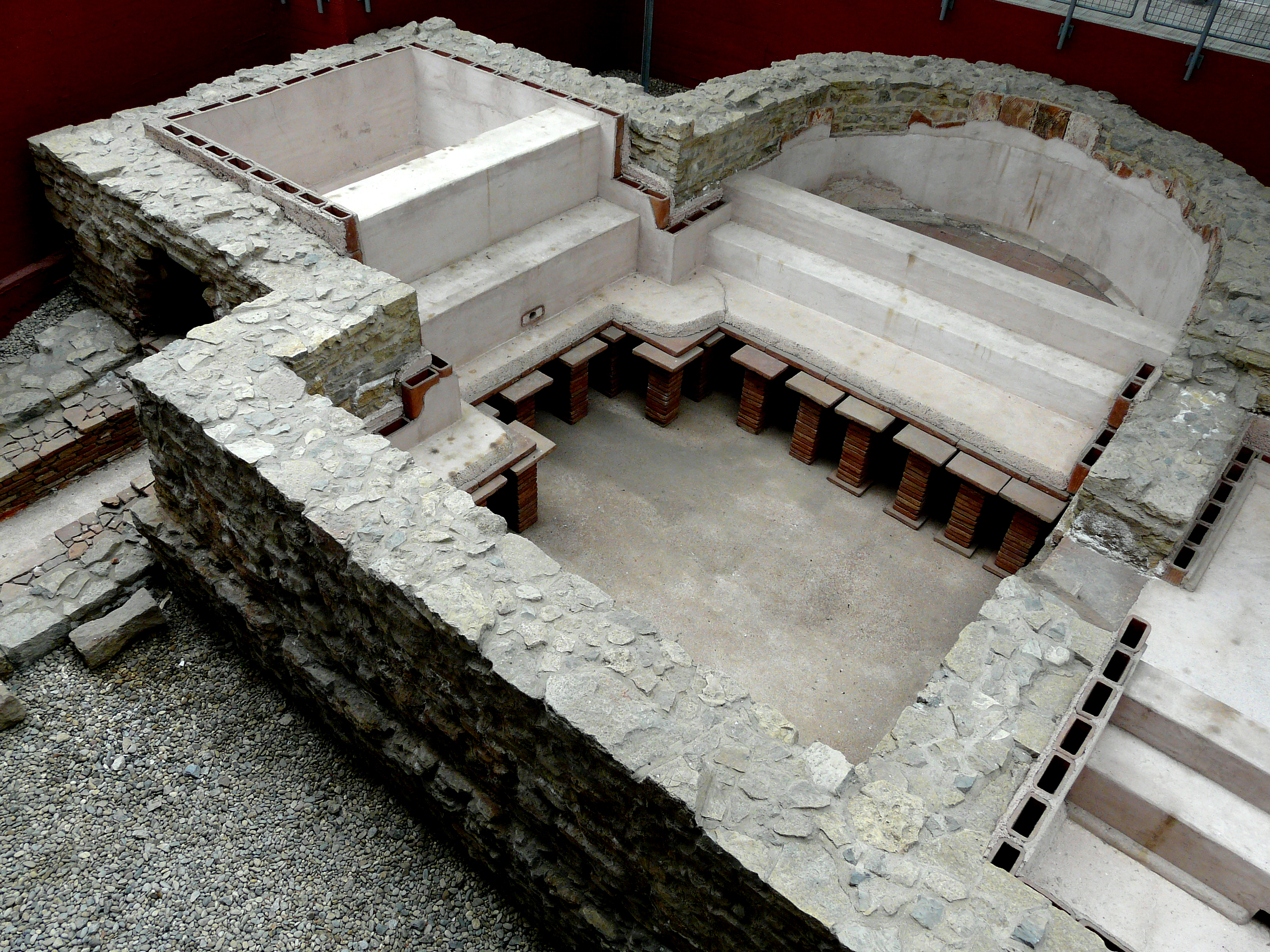
Das kleine Militärbad am Kastell Osterburken.

Zu den Einrichtungen zählten auch Badehäuser bzw. Thermen mit Hypokaustenbeheizung.

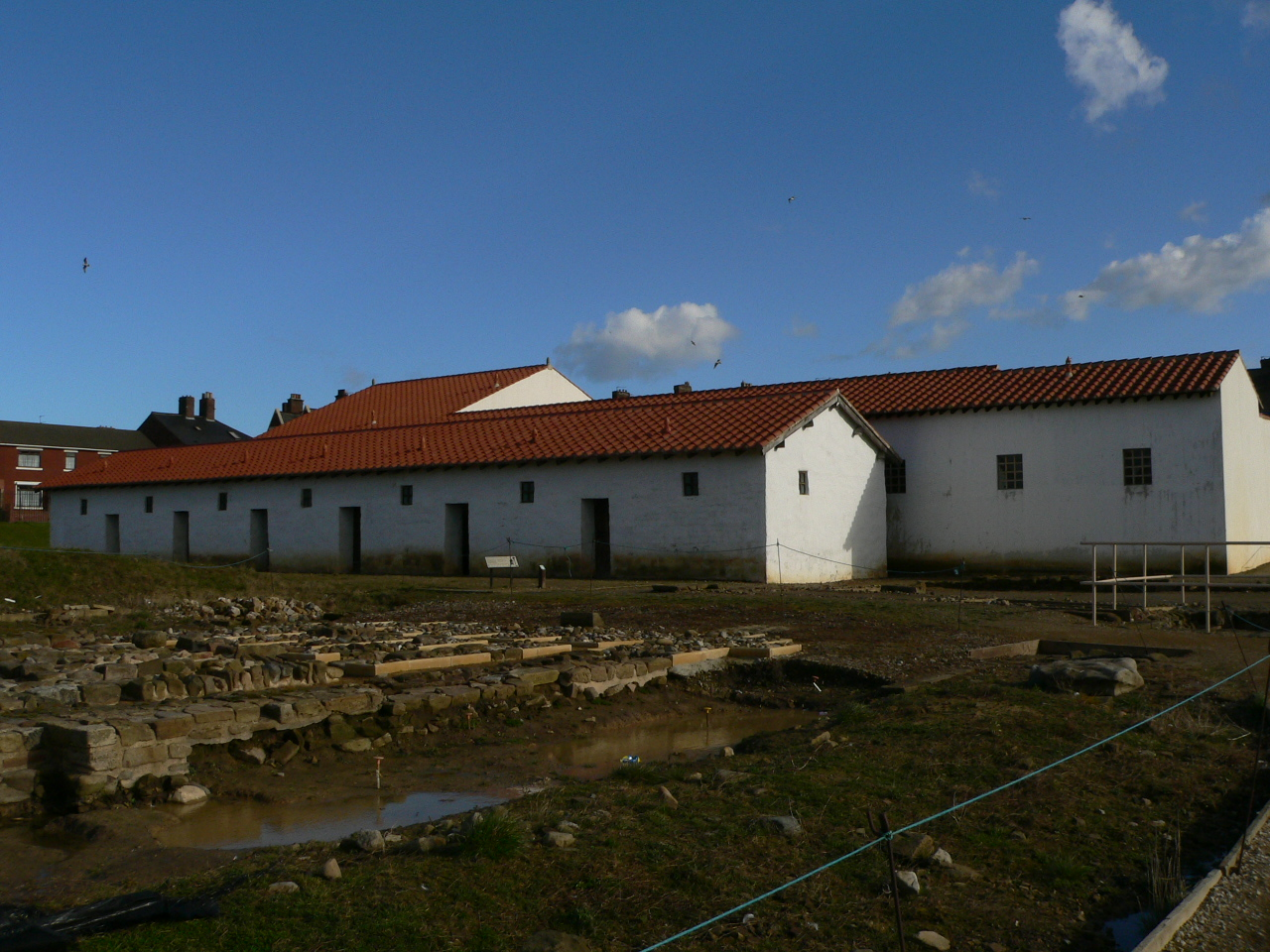
Rekonstruierte Gebäude des römischen Lagers Arbeia in England (Kommandantenhaus und Kaserne)

### Unterkünfte
In den Unterkünften wurde die organisatorische Gliederung der Legion beibehalten. Jede Gruppe (contubernium, Zeltgemeinschaft) hatte einen Schlafraum, der über eine Feuerstelle verfügte und einen Vorraum für die Ausrüstung und evtl. vorhandenes unfreies Personal. Teilweise befand sich vor diesen zwei Räumen noch ein Laubengang. Die zehn Räume der Zenturie waren in einer Reihe angeordnet. Am Kopfende befand sich die Unterkunft des Centurios, des Optios und der weiteren Dienstgrade. Das Platzverhältnis von einfachen Soldaten zu Centurio betrug dabei ca. 1:10–1:12.

### Weitere Bauten
Ein Standlager konnte neben den obigen Gebäuden noch Stallungen, Lazarett (Valetudinarium) und Werkstätten umfassen. Neben den Metallwerkstätten gab es teilweise regelrechte Bauhöfe im oder am Lager, da die Legion auch für viele Bauaufgaben in ihrem Bereich zuständig war. So tragen sehr viele Ziegel, auch außerhalb militärischer Bauten, Legionsstempel.

## Lagerumfeld

### Siedlungen

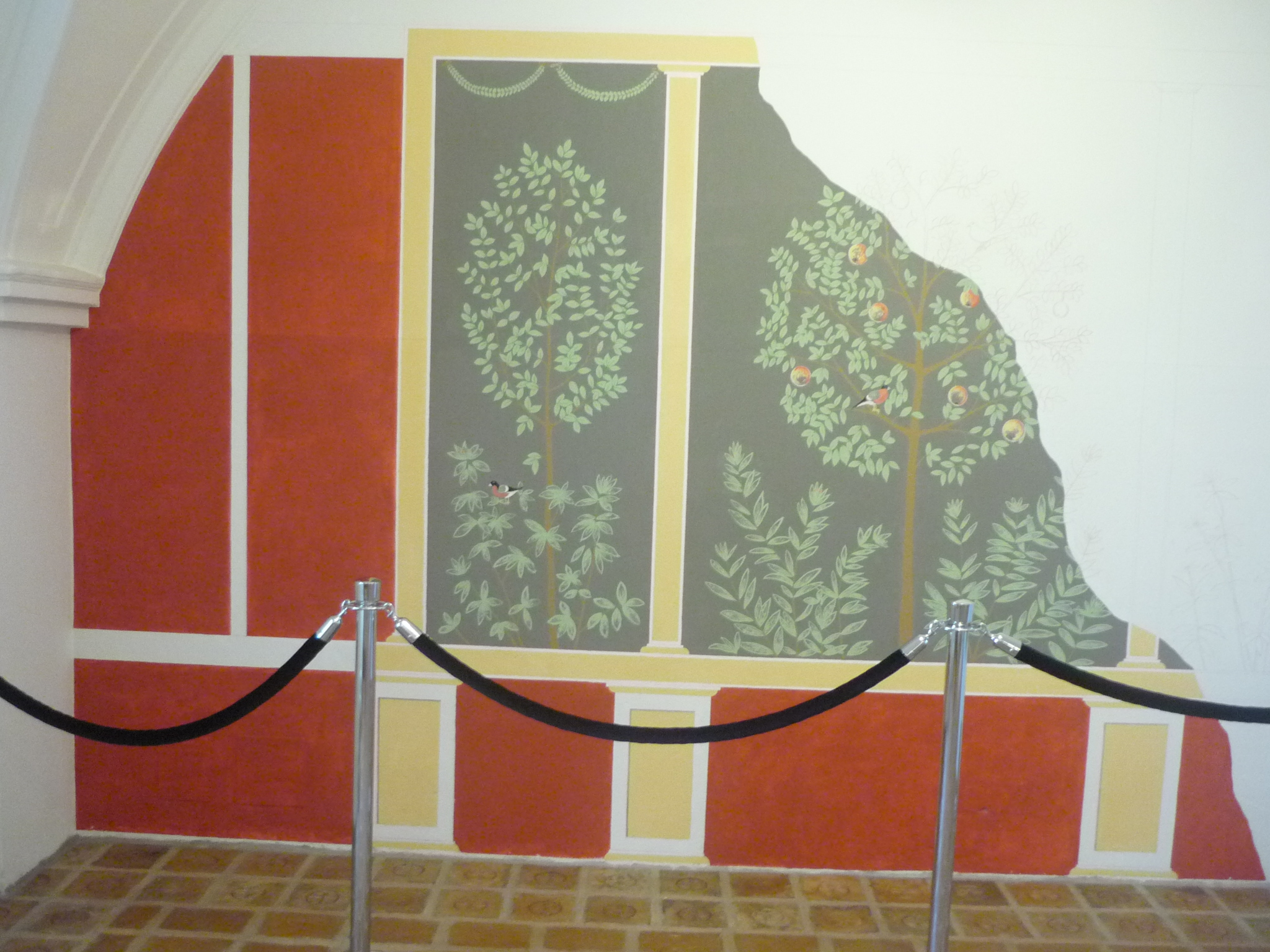
Rekonstruierte Wandmalerei aus dem Vicus des in Österreich gelegenen Kastells Comagena

Um ein Standlager bildete sich rasch eine Siedlung (Vicus) von zivilem Begleitpersonal der Legion, welches von Werkstätten, Händlern, Wirtschaften bis zu den Lebensgefährtinnen und Familien der offiziell unverheirateten Legionäre reichte.
Diese Siedlung (canabae) bildete zusammen mit dem eigentlichen Lager die Keimzelle zur Romanisierung der jeweiligen Provinz, wobei die Romanisierung in unmittelbarer Grenznähe, durch die größere Zahl von Militärlagern, meist stärker oder schneller war als im Hinterland. Teilweise bildete sich, etwa bei den Batavern am Niederrhein eine eigene Militärkaste heraus, die mehrere Jahrhunderte lang die jeweilige Legion oder auch das gesamte Heer ergänzte.

### Begräbnisplätze
Weiterhin befand sich auch der Friedhof außerhalb des Lagers. Eine der größten Gräberstätten dieser Art wurde beim Kastell Gelduba entdeckt.

## Entwicklung zu Städten
Außerhalb von fast allen Festungen und Kastellen gab es zivile Siedlungen bekannt als canabae im Falle von Festungen und vici bei Kastellen. Aus römischen Kastellen und ihren Vici entstanden oftmals bedeutende Städte, wobei bereits die Römer teils auf ältere Siedlungsstandorte zurückgegriffen haben. Die Armee war in der Lage, die zivilen Siedlungen zu schützen, indem sie die Grenzen bewahrte und den Frieden innerlich durch Polizeiarbeiten hielt. Jedoch stieg ab dem dritten Jahrhundert der Druck zur Befestigung an. Die völlige Stagnation des Wachstums und der Mangel an Neubau oder Ausbau der Städte aus dem dritten Jahrhundert wurde als einer der überzeugendsten Beweise für den Niedergang des Reiches gesehen. Stattdessen gab es einen Aufschwung im Bau der Verteidigungsmauern, der zweifellos die ganze Aufmerksamkeit, Aufwand und Kosten erforderten.
Jene Städte, an denen es ein direktes imperiales Interesse gab, oder besser noch eine verlängerte kaiserliche Präsenz mit den Truppen der Feldarmeen, die in den Städten untergebracht wurden, wurden unterstützt und überlebten die Krise des dritten Jahrhunderts. Für Städte, die nicht vom Kaiser und den Feldarmeen besetzt waren oder nicht auf wichtigen Routen lagen, fiel die Verantwortlichkeit für den Aufbau von Verteidigungsanlagen auf die Einwohner. Manche neuzeitliche Stadt entstand in nachrömischer Zeit auch in der Peripherie des antiken Vorgängers und nutzte diesen als billigen Baustofflieferanten.
Beispiele
| Römischer Name                            | Späterer Name                                | Land           |
| ----------------------------------------- | -------------------------------------------- | -------------- |
| Castrum Apulum                            | Alba Iulia (Weißenburg)                      | Rumänien       |
| Augusta Vindelicum                        | Augsburg                                     | Deutschland    |
| Augusta Raurica                           | Kaiseraugst                                  | Schweiz        |
| Bonnensia, Bonna                          | Bonn                                         | Deutschland    |
| Aquincum                                  | Budapest                                     | Ungarn         |
| Arrabona                                  | Győr                                         | Ungarn         |
| Confluentes                               | Koblenz                                      | Deutschland    |
| Castra Mogontiacum                        | Mainz                                        | Deutschland    |
| Novaesium                                 | Neuss                                        | Deutschland    |
| Castra Batava / Boiotro                   | Passau                                       | Deutschland    |
| Castra Regina                             | Regensburg                                   | Deutschland    |
| Rigomagus                                 | Remagen                                      | Deutschland    |
| Argentoratum                              | Straßburg                                    | Frankreich     |
| Castra Ulcisia                            | Szentendre                                   | Ungarn         |
| Biriciana                                 | Weißenburg in Bayern                         | Deutschland    |
| Aquae Mattiacorum                         | Wiesbaden                                    | Deutschland    |
| Veldidena                                 | Wilten, heute Stadtteil von Innsbruck        | Österreich     |
| Vindobona                                 | Wien                                         | Österreich     |
| Vindonissa                                | Windisch AG                                  | Schweiz        |
| Lauriacum                                 | Enns/OÖ                                      | Österreich     |
| Favianis                                  | Mautern/NÖ                                   | Österreich     |
| Carnuntum                                 | Bad Deutsch-Altenburg                        | Österreich     |
| Civitas Vangionum / Borbetomagus          | Worms                                        | Deutschland    |
| Colonia Ulpia Traiana                     | Xanten                                       | Deutschland    |
| Eboracum                                  | York                                         | Großbritannien |
| Singidunum                                | Belgrad                                      | Serbien        |
| Viminatium                                | Kostolac                                     | Serbien        |
| Nida                                      | Heddernheim, Stadtteil von Frankfurt am Main | Deutschland    |
| Colonia Claudia Ara Agrippinensium (CCAA) | Köln                                         | Deutschland    |

### Allgemein
- Marcus Junkelmann: Die Legionen des Augustus. 7., durchgesehene Auflage. Zabern, Mainz 1997, ISBN 3-8053-0886-8. (= Kulturgeschichte der antiken Welt, 33)
- Harald von Petrikovits: Die Innenbauten römischer Legionslager während der Prinzipatszeit. Westdeutscher Verlag, Opladen 1975, ISBN 3-531-09056-9. (= Abhandlungen der Rheinisch-Westfälischen Akademie der Wissenschaften, Band 56)
- Harald von Petrikovits: Die Spezialgebäude römischer Legionslager. In: Harald von Petrikovits: Beiträge zur römischen Geschichte und Archäologie, Band 1. Rheinland-Verlag, 1976, ISBN 3-7927-0288-6.
- Norbert Hanel: Military Camps, canabae and vici. The archaeological evidence. In: Paul Erdkamp (Hrsg.): The Companion to the Roman Army. Blackwell, Oxford 2007, ISBN 978-1-4443-3921-5.
- Patricia Southern: The Roman Army. A History 753 BC – AD 476. 2. Auflage. Amberley, The Hill, 2014, ISBN 978-1-4456-2089-3.
- Duncan B. Campel, Brian Delf: ROMAN AUXILIARY FORTS 27 BC-AD 378, Osprey, FORTRESS 83.

#### Deutschland
- Dietwulf Baatz: Der römische Limes. Archäologische Ausflüge zwischen Rhein und Donau. 4. Auflage. Gebr. Mann, Berlin 2000, ISBN 3-7861-2347-0, S. 308 ff.
- Jörg Faßbinder: Neue Ergebnisse der geophysikalischen Prospektion am Obergermanisch-Raetischen Limes. In: Andreas Thiel (Hrsg.): Neue Forschungen am Limes. 4. Fachkolloquium der Deutschen Limeskommission 27./28. Februar 2007 in Osterburken (= Beiträge zum Welterbe Limes, 3). Theiss, Stuttgart 2008, ISBN 978-3-8062-2251-7, S. 155–171, insbesondere S. 163–167.
- Thomas Fischer, Erika Riedmeier-Fischer: Der römische Limes in Bayern. Verlag Friedrich Pustet, Regensburg 2008, ISBN 978-3-7917-2120-0.
- Günter Ulbert, Thomas Fischer: Der Limes in Bayern. Konrad Theiss Verlag, Stuttgart 1983, ISBN 3-8062-0351-2, S. 94 ff.
- Dieter Planck, Willi Beck: Der Limes in Südwestdeutschland. 2. völlig neubearbeitete Auflage, Konrad Theiss Verlag, Stuttgart 1987, ISBN 3-8062-0496-9.
- Gerda von Bülow, Alexandra Milčeva (Hrsg.): Der Limes an der unteren Donau von Diokletian bis Heraklios. Vorträge der Internationalen Konferenz, Svištov, Bulgarien (1.–5. September 1998). Nous, Sofia 1999, ISBN 954-90387-2-6.

#### Großbritannien
- Richard J. Brewer: Roman fortresses and their legions. Society of Antiquaries, London 2000, ISBN 978-0-85431-274-0.
- J. Collingwood Bruce’s: Handbook to the Roman Wall. Society of Antiquaries of Newcastle upon Tyne, 2006, ISBN 0-901082-65-1.
- Anne Johnson, bearb. von Dietwulf Baatz: Römische Kastelle des 1. und 2. Jahrhunderts n. Chr. in Britannien und in den germanischen Provinzen des Römerreiches. 3. Auflage, Zabern, Mainz 1990, ISBN 3-8053-0868-X, (Kulturgeschichte der antiken Welt, 37)
- David J. A. Taylor: The forts on Hadrian’s Wall: a comparative analysis of the form and construction of some buildings. Archaeopress, 2000, ISBN 1-84171-076-8.
- Henner von Hesberg: Gestaltungsprinzipien römischer Militärarchitektur. In: Henner von Hesberg (Hrsg.): Das Militär als Kulturträger in römischer Zeit. Archäologisches Instituts der Universität Köln, Köln 1999, S. 87–115 (Schriften des Archäologischen Instituts der Universität Köln).

#### Ungarn
- Sándor Soproni: Die letzten Jahrzehnte des pannonischen Limes. C. H. Beck, München 1985, ISBN 3-406-30453-2.
- Sándor Soproni: Der spätrömische Limes zwischen Esztergom und Szentendre. Akademiai Kiado, Budapest 1978, ISBN 963-05-1307-2.
- Zsolt Visy: Der pannonische Limes in Ungarn. Konrad Theiss Verlag, Stuttgart 1988, ISBN 3-8062-0488-8.

### Einzelne Kastelle

#### Deutschland
- Dietwulf Baatz: Kastell Hesselbach und andere Forschungen am Odenwaldlimes. Gebr. Mann, Berlin 1973, ISBN 3-7861-1059-X (Limesforschungen, Band 12)
- Dietwulf Baatz: Römische Wandmalereien aus dem Limeskastell Echzell, Kr. Büdingen (Hessen). Vorbericht. Verlag Walter de Gruyter, Berlin 1968.
- Tilmann Bechert: Germania inferior. Eine Provinz an der Nordgrenze des Römischen Reiches. Verlag Pillipp von Zabern, Mainz 2007, ISBN 3-8053-2400-6.
- Bernhard Beckmann: Neuere Untersuchungen zum römischen Limeskastell Miltenberg-Altstadt. Verlag Michael Lassleben, Kallmünz 2004, ISBN 3-7847-5085-0.
- Hermann Heinrich Büsing: Römische Militärarchitektur in Mainz. Verlag Philipp von Zabern, Mainz 1982, ISBN 3-8053-0513-3.
- Thomas Fischer: Kastelle Ruffenhofen, Dambach, Unterschwaningen, Gnotzheim, Gunzenhausen, Theilenhofen, Böhming, Pfünz, Eining. In: Jochen Garbsch (Hrsg.): Der römische Limes in Bayern. 100 Jahre Limesforschung in Bayern. Ausstellungskataloge der Prähistorischen Staatssammlung 22, 1992, S. 37 ff.
- Eveline Grönke: Das römische Alenkastell Biricianae in Weißenburg in Bayern. Die Grabungen von 1890 bis 1990. Verlag Philipp von Zabern, Mainz 1997, ISBN 3-8053-2318-2.
- Norbert Hanel: „Die Militärlager von Vetera I und ihre Lagersiedlungen.“ In: Martin Müller, Hans-Joachim Schalles, Norbert Zieling (Hrsg.): „Colonia Ulpia Traiana. Xanten und sein Umland in römischer Zeit“ Verlag Philipp von Zabern, Mainz 2008, ISBN 978-3-8053-3953-7, 93–107.
- Martin Kemkes und Markus Scholz: Das Römerkastell Aalen. Erforschung und Rekonstruktion des größten Reiterkastells am UNESCO-Weltkulturerbe Limes. Theiss, Stuttgart 2006, ISBN 3-8062-2057-3.
- Klaus Kortüm: Das Welzheimer Alenlager. Vorbericht zu den Grabungen im Westkastell 2005/2006. In: Andreas Thiel (Hrsg.): Neue Forschungen am Limes. 4. Fachkolloquium der Deutschen Limeskommission 27./28. Februar 2007 in Osterburken (= Beiträge zum Welterbe Limes, 3). Theiss, Stuttgart 2008, ISBN 978-3-8062-2251-7, S. 123–139.
- Michael Mackensen, Angela von den Driesch: Frühkaiserzeitliche Kleinkastelle bei Nersingen und Burlafingen an der oberen Donau. C.H. Beck, München 1987, ISBN 3-406-31749-9.
- Dieter Planck: Welzheim. Römische Kastelle und Zivilsiedlung. In: Die Römer in Baden-Württemberg. 3. Auflage. Theiss, Stuttgart 1986, ISBN 3-8062-0287-7, S. 611 ff.
- Dieter Planck: Untersuchungen im Westkastell von Welzheim, Rems-Murr-Kreis. In: Archäologische Ausgrabungen in Baden-Württemberg. Konrad Theiss Verlag. Stuttgart 1989, S. 126–127.
- Hans Schönberger: Kastell Künzing-Quintana. Mann Verlag, Berlin 1975, ISBN 3-7861-2225-3.
- Markus Scholz: Zwei Wirtschaftsbauten im Limeskastell Aalen. In: Andreas Thiel (Hrsg.): Forschungen zur Funktion des Limes, Band 2. 3. Fachkolloquium der Deutschen Limeskommission 17./18. Februar 2005 in Weißenburg i. Bay. Theiss, Stuttgart 2007, ISBN 978-3-8062-2117-6, S. 107–121.
- Andreas Thiel: Die Wehrtürme des Westkastells von Welzheim, Rems-Murr-Kreis. In: Archäologische Ausgrabungen in Baden-Württemberg. Band 20. Konrad Theiss Verlag, Stuttgart 1999, S. 94–96.
- Carol van Driel-Murray, Hans-Heinz Hartmann: Das Ostkastell von Welzheim, Rems-Murr-Kreis. Theiss, Stuttgart 1999, ISBN 3-8062-1077-2.
- Harald von der Osten-Woldenburg: Elektro- und geomagnetische Prospektion des Welzheimer Ostkastells, Rems-Murr-Kreis. In: Archäologische Ausgrabungen in Baden-Württemberg. Konrad Theiss Verlag 1993, S. 135–140.
- Siegmar von Schnurbein: Die römischen Militäranlagen bei Haltern (=  Bodenaltertümer Westfalens. Band 14). Münster 1974.
- Friedrich Winkelmann: Das Kastell Pfuenz. In: Ernst Fabricius, Felix Hettner, Oscar von Sarwey (Hrsg.): Der obergermanisch-raetische Limes des Roemerreiches B VII Nr. 73 (1901).
- Werner Zanier, Angela von den Driesch, Corinna Liesau: Das römische Kastell Ellingen. Verlag Phillipp von Zabern, Mainz 1992, ISBN 3-8053-1264-4.

#### Ungarn
- Gábor Finály: Castra ad Herculem. In: Archaeológiai Értesítő. 27, 1907, S. 45–47 (in ungarischer Sprache).
- Endre Tóth: Die spätrömische Militärarchitektur in Transdanubien. In Archaeologiai Értesitő 134. Budapest 2009.

#### Rumänien
- Alexandru Barnea: La forteresse de Dinogetia à la lumière des dernieres fouilles archéologiques. In: Studien zu den Militärgrenzen Roms III. 13. Internationaler Limeskongreß. Aalen 1983. Konrad Theiss Verlag, Stuttgart 1986, ISBN 3-8062-0776-3, S. 447–450.

#### Spanien
- Adolf Schulten: Numantia: Die Ergebnisse der Ausgrabungen 1905–1912. Bruckmann Verlag. 27

#### Großbritannien
- John N. Dore, John P. Gillam: The Roman fort at South Shields, Excavations 1875–1975. Society of Antiquaries of Newcastle upon Tyne Monograph 1, 1979.
- Peter Howard: Birdoswald Fort on Hadrian’s Wall: a history and short guide. Frank Graham, 1976, ISBN 0-85983-083-7.
- Edward John Phillips: Corbridge: Hadrian’s Wall east of the North Tyne. Oxford University Press, 1977, ISBN 0-19-725954-5.

### Spezielle Themen
- Tilmann Bechert: Römische Lagertore und ihre Bauinschriften. Ein Beitrag zur Entwicklung und Datierung kaiserzeitlicher Lagertorgrundrisse von Claudius bis Severus Alexander. In: Bonner Jahrbücher. Band 171, 1971, S. 201–287, DOI:10.11588/bjb.1971.1.82067.
- Rudolf Fellmann: Principia – Stabsgebäude (= Kleine Schriften zur Kenntnis der römischen Besetzungsgeschichte Südwestdeutschlands, 31). Limesmuseum, Aalen 1983.